# Wolfgang Borchert

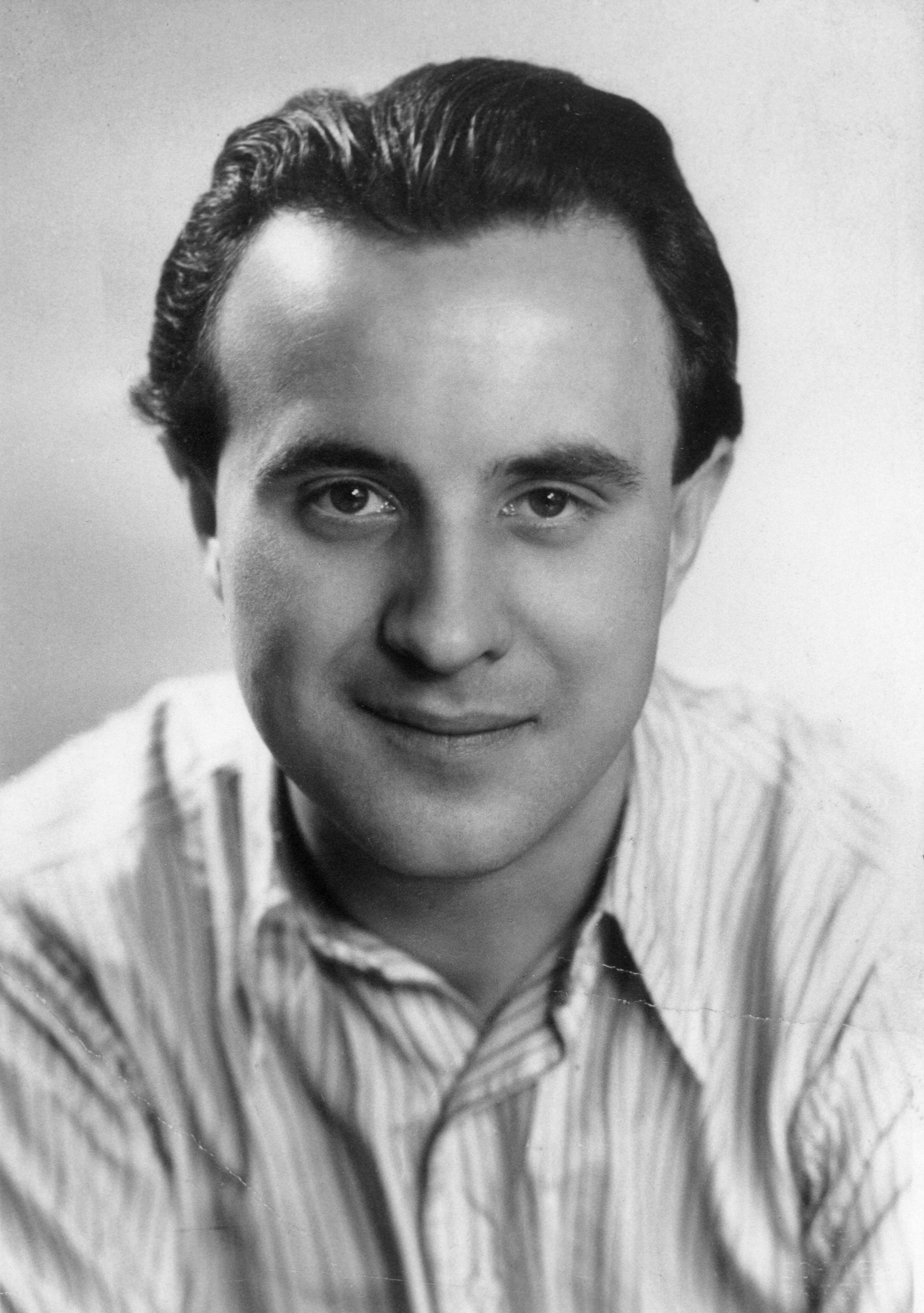
Wolfgang Borchert, 1941

Wolfgang Borchert (* 20. Mai 1921 in Hamburg; † 20. November 1947 in Basel) war ein deutscher Schriftsteller. Sein schmales Werk von Kurzgeschichten, Gedichten und einem Theaterstück machte Borchert nach dem Zweiten Weltkrieg zu einem der bekanntesten Autoren der Trümmerliteratur. Mit seinem Heimkehrerdrama Draußen vor der Tür konnten sich in der Nachkriegszeit weite Teile des deutschen Publikums identifizieren. Kurzgeschichten wie Das Brot, An diesem Dienstag oder Nachts schlafen die Ratten doch wurden als musterhafte Beispiele ihrer Gattung häufige Schullektüre. Der Vortrag der pazifistischen Mahnung Dann gibt es nur eins! begleitete viele Friedenskundgebungen.
Wolfgang Borchert schrieb schon in seiner Jugend zahlreiche Gedichte, dennoch strebte er lange den Beruf eines Schauspielers an. Nach einer Schauspielausbildung und wenigen Monaten in einem Tourneetheater wurde Borchert 1941 zum Kriegsdienst in die Wehrmacht eingezogen und musste am Angriff auf die Sowjetunion teilnehmen. An der Front zog er sich schwere Verwundungen und Infektionen zu. Mehrfach wurde er wegen Kritik am Regime des Nationalsozialismus und sogenannter Wehrkraftzersetzung verurteilt und inhaftiert.
Auch in der Nachkriegszeit litt Borchert stark unter Erkrankungen und einer Leberschädigung. Nach kurzen Versuchen, erneut als Schauspieler und Kabarettist aktiv zu werden, blieb er ans Krankenbett gefesselt. Dort entstanden zwischen Januar 1946 und September 1947 zahlreiche Kurzgeschichten und innerhalb eines Zeitraums von acht Tagen das Drama Draußen vor der Tür. Während eines Kuraufenthalts in der Schweiz starb er mit 26 Jahren an den Folgen seiner Lebererkrankung. Bereits zu Lebzeiten war Borchert durch die Radioausstrahlung seines Heimkehrerdramas im Januar 1947 bekannt geworden, doch sein Publikumserfolg setzte vor allem postum ein, beginnend mit der Theateruraufführung von Draußen vor der Tür am 21. November 1947, einen Tag nach seinem Tod.

## Leben

### Ausbildung und erste literarische Versuche

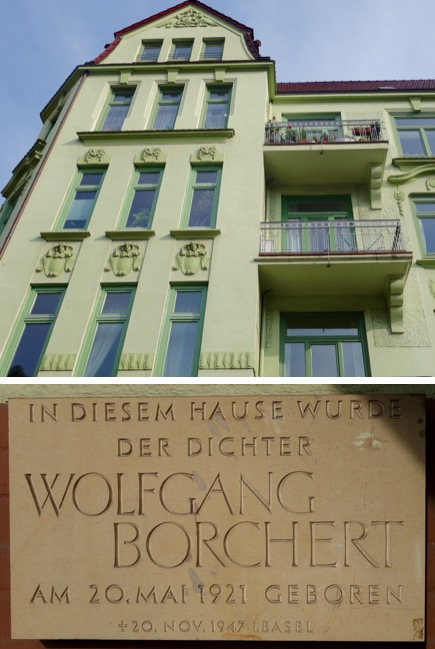
Geburtshaus von Wolfgang Borchert, Tarpenbekstraße 82 in Hamburg-Eppendorf

Wolfgang Borchert wurde als einziges Kind des Volksschullehrers Fritz Borchert (1890–1959) und dessen Ehefrau, der plattdeutschen Heimatschriftstellerin Hertha Borchert (1895–1985), in Hamburg-Eppendorf geboren. Während der Sohn zeitlebens ein sehr enges Verhältnis zur Mutter hatte, soll das Verhältnis zum später kränkelnden Vater konfliktbeladen gewesen sein. Sowohl die Sehnsucht nach der Mutter als auch schwache und hilflose Vaterfiguren sind häufige Motive in Borcherts späterem Werk.
1928 wurde Borchert in die Erikaschule in Hamburg-Eppendorf eingeschult, an der auch sein Vater unterrichtete. 1932 wechselte er auf die Oberrealschule Eppendorf an der Hegestraße. Am 7. März 1937 wurde Borchert in der St.-Johannis-Kirche konfirmiert, trat jedoch drei Jahre später aus der Kirche aus. Die kulturelle Aufgeschlossenheit der Familie brachte Wolfgang Borchert früh in Kontakt mit Literatur und Kunst. Daraus resultierte auch seine frühe Auflehnung gegen jede Obrigkeit – ob schulische, staatliche oder familiäre –, die die Freiheit der Kunst einzuschränken versuchte.
Im Alter von 15 Jahren begann Borchert Gedichte zu schreiben. Seine literarische Produktivität war beträchtlich, er verfasste oft fünf bis zehn Gedichte am Tag. Später bekannte Borchert in einem Brief, dass er seine Texte „nie während des Schreibens erarbeite oder erkämpfe“, sie entständen eher als „ein kurzer Rausch“. Er brauche „zu einem Gedicht kaum mehr Zeit, als nötig ist, die gleiche Menge Worte aus einem Buch abzuschreiben. Hinterher feilen oder ändern kann ich nicht“. Der junge Dichter nannte sich in Anlehnung an sein großes Vorbild Rainer Maria Rilke „Wolff Maria Borchert“ und betrachtete sich als „Genie“. Seine Arbeiten entsprangen stets auch einem Drang zur Selbstdarstellung. Er trug seine Lyrik den Eltern vor oder warb mit ihr um Frauen, schickte sie der mit seiner Mutter befreundeten Schauspielerin Aline Bußmann, später deren Tochter Ruth Hager, seiner unglücklich umschwärmten Jugendliebe. Borcherts Jugendwerke waren geprägt von starkem Pathos sowie wechselnden literarischen Vorbildern wie Rilke oder Hölderlin; andere Gedichte imitierten Benn, Trakl oder Lichtenstein. Laut Peter Rühmkorf gab der jugendliche Borchert kaum Anlass zu literarischen Hoffnungen, denn er sei zu dieser Zeit ein „Allesversucher und Nichtskönner“ gewesen. 1938 publizierte Hugo Sieker im Hamburger Anzeiger Borcherts erstes Gedicht. Es beginnt mit den Versen:

„Ich bin ein Reiter,

stürmend durch die Zeit!

Durch die Wolken führt mein Ritt –

Mein Pferd greift aus!

Voran! Voran!

[…]“

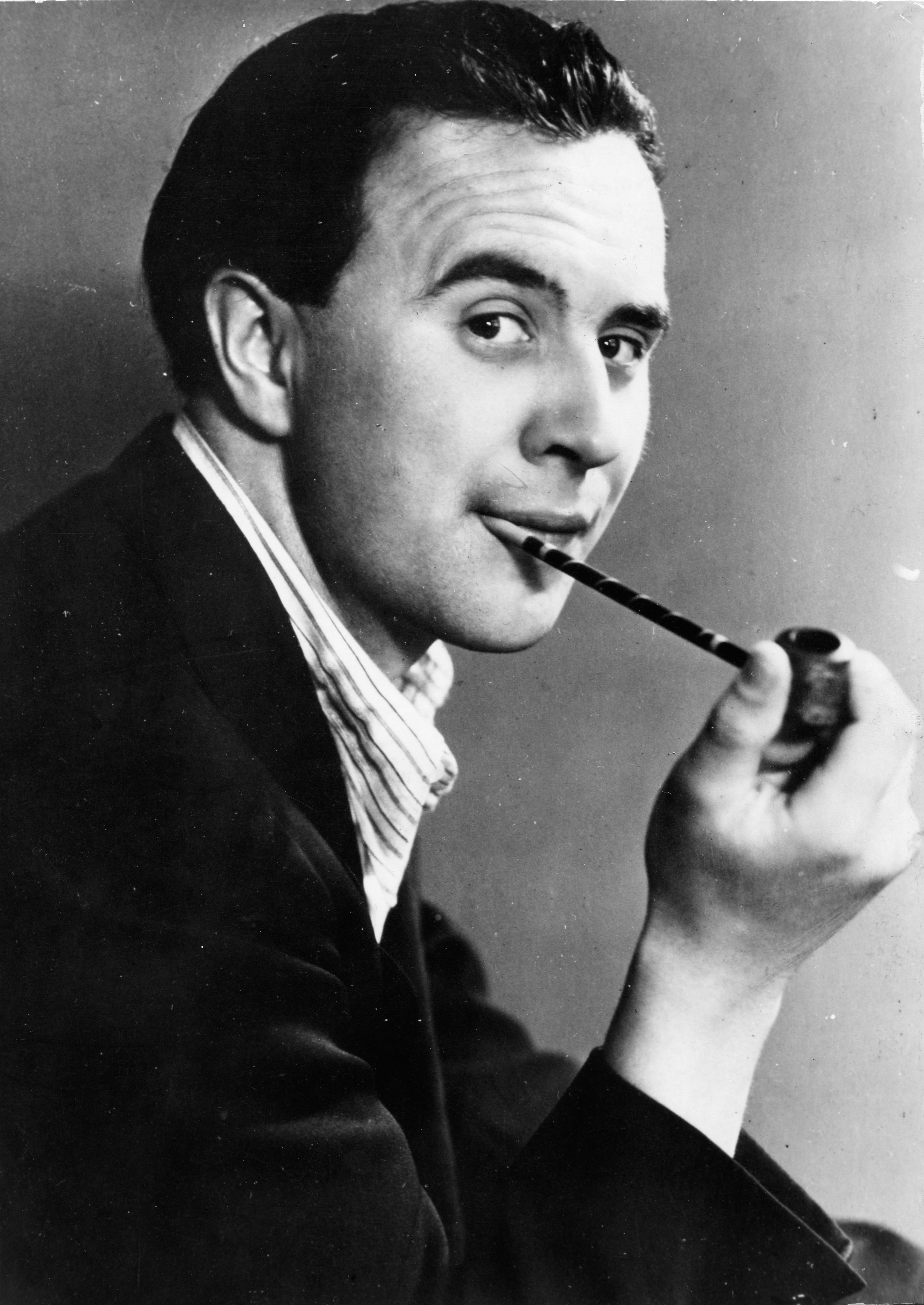
Wolfgang Borchert, 1940

Ein Jahr zuvor, im Dezember 1937, war eine Inszenierung von Shakespeares Hamlet im Hamburger Thalia Theater mit Gustaf Gründgens in der Hauptrolle zu einem prägenden Erlebnis für den jungen Borchert geworden. Die Aufführung weckte in ihm den Wunsch, selbst Schauspieler zu werden. Noch in einem Brief von 1946 wertete Borchert den damaligen Theaterbesuch als „Ursache zu meinem Theaterfimmel“. In der Folge schrieb Borchert 1938 mit 17 Jahren sein erstes Drama Yorick der Narr, eine Variation des Hamlet-Stoffs. Ein Jahr später folgte die zusammen mit seinem Freund Günter Mackenthun verfasste Komödie Käse, eine Persiflage auf den Nationalsozialismus, und 1940 das dramatische Gedicht Granvella. Der schwarze Kardinal. Borcherts kaum bekannte und unaufgeführt gebliebene Jugenddramen wurden erst 2007 als Privatdruck publiziert.
Während Borchert sich seiner neu entdeckten Liebe zur Literatur und dem Theater verschrieb, waren die schulischen Leistungen des ehemals guten Schülers kontinuierlich schlechter geworden, sodass schließlich seine Versetzung gefährdet war. Im Dezember 1938 ging er ohne Abschluss nach der Obersekunda von der Oberrealschule ab. Sein letztes Zeugnis wies Noten von „befriedigend“ in Deutsch bis zu „ungenügend“ in Mathematik auf, begleitet vom Urteil: „Wolfgang zeigt fast die ganze Zeit eine zu geringe häusliche Mitarbeit. Es ist eine viel stärkere Anspannung aller Kräfte notwendig.“ Auf Betreiben seiner Eltern begann Borchert 1939 eine Buchhändlerlehre bei Heinrich Boysen, nebenbei jedoch verfolgte er weiterhin seine Leidenschaft und nahm Schauspielunterricht bei Helmuth Gmelin.
Im April 1940 kam Borchert, nachdem die Familie in den Stadtteil Hamburg-Alsterdorf umgezogen war, erstmals in Konflikt mit der Staatsmacht. Er wurde von der Gestapo festgenommen und über Nacht gefangen gehalten und verhört. Ihm wurde vorgeworfen, in seinen Gedichten die Homosexualität zu verherrlichen und ein Verhältnis mit einem jungen Mann namens Rieke zu haben. Einige Zeitzeugen berichteten tatsächlich von einem regelmäßigen Besucher dieses Namens in der Buchhandlung Boysen, andere unterstellten den Polizisten, die von Borchert in einem Brief gepriesene „Rilke-Liebe“ falsch entziffert und missinterpretiert zu haben. Möglicherweise waren auch gesellschaftskritische Schriften Borcherts an die Gestapo gelangt oder die Familie wurde seit einer Denunziation gegen Hertha Borchert aus dem Jahr 1934, die der Familie „eine sonderbare Stellung der nationalsozialistischen Bewegung gegenüber“ vorwarf, überwacht. Seiner Jugendliebe Ruth Hager berichtete Borchert, dass seine Post oft von der Gestapo geöffnet werde. Er setzte jedoch sorglos hinzu: „nun, sie werden es schon wieder lassen.“ Noch im gleichen Brief versandte er einige der politisch beanstandeten Verse. Auch mit regimekritischen Künstlerkreisen wie dem Hamburger Musenkabinett pflegte er weiterhin unerschrocken Umgang.
Im Dezember 1940 brach Borchert seine Lehre ab und konzentrierte sich fortan auf die Schauspielausbildung, die er am 21. März 1941 mit einer Abschlussprüfung bestand. Bereits am 3. April wurde er von der Landesbühne Osthannover engagiert, einem Tourneetheater mit Sitz in Lüneburg. Obwohl er hauptsächlich kleine Rollen spielte und sein schauspielerisches Talent von Kollegen als nur bescheiden eingeschätzt wurde, sprach Borchert von den folgenden drei Monaten als „einer kurzen, wunderbaren Theaterzeit“, zu der auch seine Liebesbeziehung zur Schauspielerin Heidi Boyes (1917–2016) beitrug. Im Juni 1941 beendete Borcherts Einberufung zum Kriegsdienst nach eigenen Worten die „schönste Zeit“ seines Lebens. In einem Brief klagte der junge Schauspieler, er fühle sich aus seinem „Lebenstraum gerissen“.

### Zweiter Weltkrieg

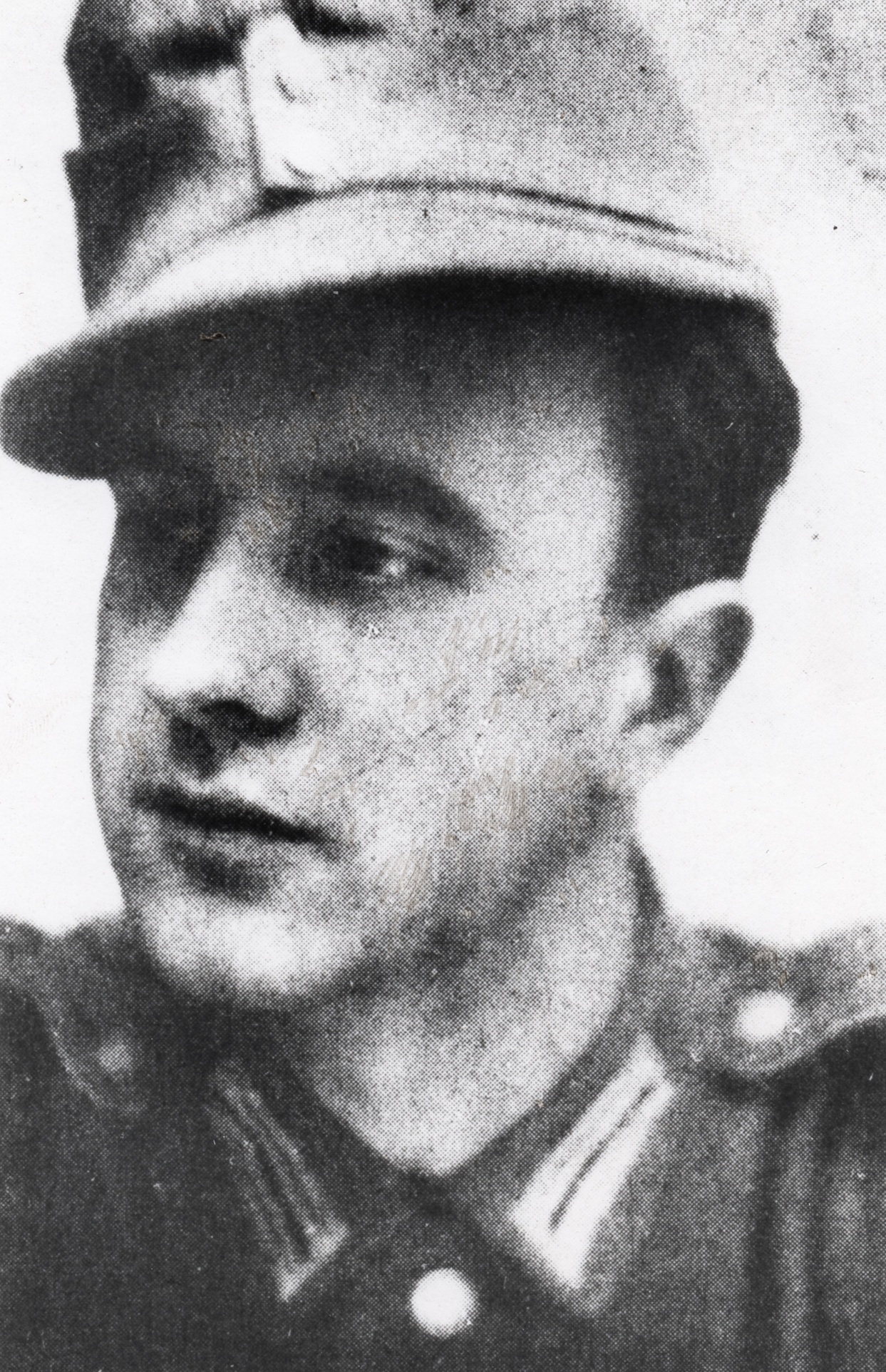
Wolfgang Borchert als Soldat, zwischen 1943 und 1945

Vom Juli bis September 1941 durchlief Borchert seine Grundausbildung bei der Panzer-Nachrichten-Ersatz-Abteilung 81 in Weimar-Lützendorf. Er litt unter dem militärischen Drill, gleichzeitig erwachte sein Widerstandsgeist, der sich in zahlreichen Briefen an Verwandte und Freunde Ausdruck verschaffte. Auf einer Postkarte mit dem Bild seiner Kaserne grüßte er offen „[a]us einem der schönsten Zuchthäuser des Dritten Reichs“. Borcherts Einheit nahm als Teil der Heeresgruppe Mitte am deutschen Angriff auf die Sowjetunion teil; am 10. September 1941 fuhr Borchert aus Weimar ab, erreichte später Pytalowo und Witebsk. Im Dezember wurde er an die Front bei Smolensk abkommandiert.
Viele spätere Kurzgeschichten thematisierten Borcherts Fronterfahrung. So griff er in Jesus macht nicht mehr mit eine Episode auf, in der er zum Ausmessen von Gräbern für die Gefallenen abkommandiert worden war. In Der viele viele Schnee beschrieb er einen einsamen Postengang im russischen Winter: „Und der Schnee, in dem er stand, machte die Gefahr so leise. So weit ab. […] Das macht verrückt. Diese ewige Stille. Diese ewige!“ Am 23. Februar 1942 kehrte Borchert von einem solchen Postengang mit einer Schussverletzung der linken Hand zurück. Der linke Mittelfinger musste amputiert werden. Nach Borcherts Angaben war unmittelbar vor ihm ein sowjetischer Soldat aus einem Deckungsgraben aufgetaucht. Im Handgemenge habe sich ein Schuss aus der eigenen Waffe gelöst, worauf sein Gegenüber geflohen sei. Borcherts Vorgesetzter äußerte in einem Vermerk den Verdacht der Selbstverstümmelung. Der Vorfall wurde auch nach dem Krieg nie aufgeklärt. Borcherts Umfeld bezweifelte eine vorsätzliche Verletzung, da er als Schauspieler seinen Händen eine hohe Bedeutung beigemessen habe und sich der drakonischen Strafen für Selbstverstümmelung bewusst gewesen sei. Borchert selbst schwieg zu den Geschehnissen.
Mit Diphtherie wurde Borchert ins Heimatlazarett nach Schwabach verlegt, wo er am 3. März 1942 eintraf. Kaum genesen, wurde er am 25. Juni noch im Städtischen Krankenhaus wegen des Vorwurfs der Selbstverstümmelung verhaftet. Der Prozess fand am 31. Juli in Nürnberg statt. Die Anklage forderte die Todesstrafe, das Gericht entschied jedoch auf Freispruch. Allerdings blieb Borchert weiterhin in Untersuchungshaft, da die zusammengetragenen belastenden Indizien, insbesondere Borcherts briefliche Korrespondenz mit ihrer unverhohlen geäußerten Kritik, zu einer Anklage wegen Verstoßes gegen das Heimtückegesetz führten. In einem zweiten Prozess wurde Borchert zu acht Monaten Gefängnis verurteilt, das Urteil anschließend auf Antrag der Verteidigung in sechs Wochen verschärften Arrest mit anschließender sogenannter „Frontbewährung“ umgewandelt. Seine Erlebnisse im Nürnberger Militärgefängnis bildeten die Basis seiner späteren Erzählung Die Hundeblume. Noch kurz vor seinem Tod bestätigte Borchert in einem Brief, „daß es diesen Hundeblumen-Mann gibt, daß er 21 Jahre alt war und 100 Tage in einer Einzelzelle saß mit dem Antrag des Anklagevertreters auf Tod durch Erschießen!“

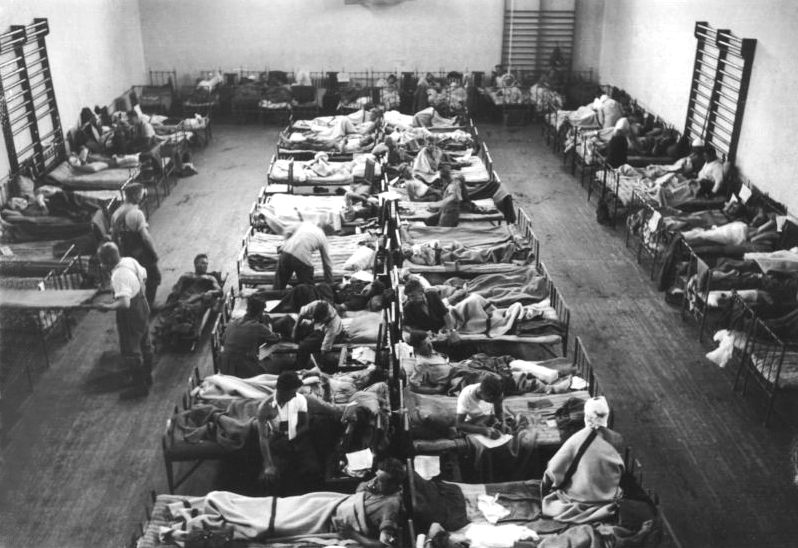
Behelfsmäßiges Lazarett in einer Turnhalle in Russland, Juni 1941

Am 8. Oktober 1942 wurde Borchert aus der Haft entlassen. Er kehrte zum Ersatztruppenteil in Saalfeld zurück und wurde dann nach Jena versetzt. Im November 1942 traf er erneut an der Front ein und nahm als Melder an den Kämpfen um Toropez teil. Borchert zog sich bei den Einsätzen Erfrierungen zweiten Grades an beiden Füßen zu und wurde im Feldlazarett behandelt. Hinzu kamen ein fieberhafter Infekt, anhaltende Gelbsucht sowie der Verdacht auf Fleckfieber, der sich jedoch nicht bestätigte. Im Januar 1943 wurde Borchert ins Seuchenlazarett Smolensk verlegt, aus dem nach seinen Worten „täglich ein halbes Dutzend Tote rausgetragen wurden“. Den Lageraufenthalt baute er später in seine Erzählung An diesem Dienstag ein. Noch immer nicht imstande zu gehen, wurde Borchert im März zur Genesung ins Reservelazarett Elend im Harz überstellt, wo ihm auch Heimaturlaube ermöglicht wurden. Seine Fronterlebnisse verarbeitete Borchert in einer Erinnerung an einen gefallenen Kameraden, die unter dem Titel Requiem für einen Freund am 19. Juli 1943 als erster veröffentlichter Prosatext Borcherts im Hamburger Anzeiger erschien. Dennoch blieb die Lyrik weiterhin seine Hauptausdrucksform, so auch im Gedicht Brief aus Rußland aus dieser Zeit:

„Man wird tierisch.

Das macht die eisenhaltige

Luft. Aber das faltige

Herz fühlt manchmal noch lyrisch.

[…]“

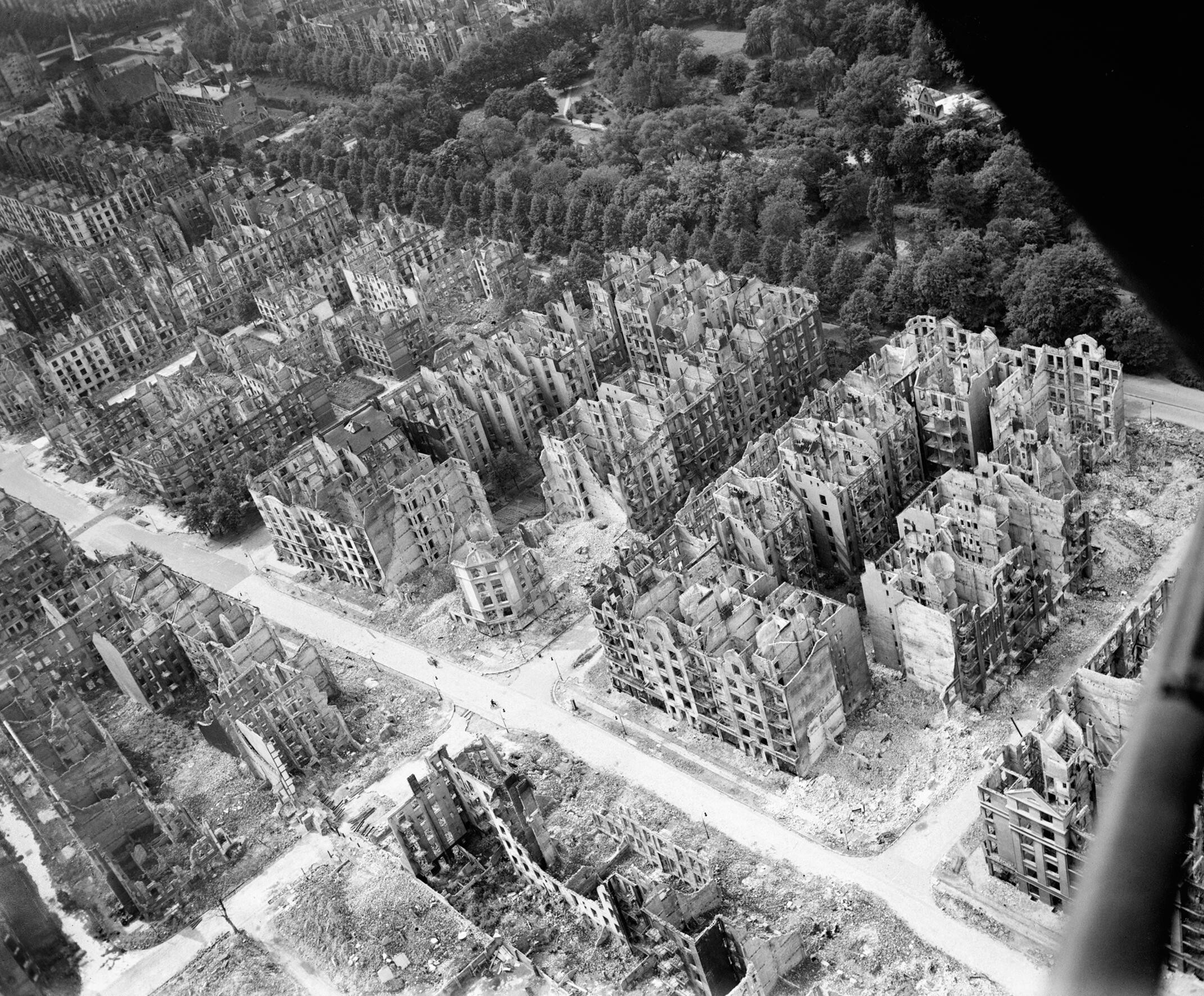
Hamburg nach den Bombenangriffen der Operation Gomorrha 1943

Wenige Wochen nach dem ersten Hamburg-Besuch fand Borchert auf einem erneuten Heimaturlaub im August 1943 die Stadt völlig verändert vor. Durch Bombenangriffe, die erst einige Tage zurücklagen, waren weite Teile Hamburgs zerstört. Borcherts Betroffenheit über die ausgedehnte Trümmerlandschaft klang in einer späteren Erzählung über den kanadischen Fliegerfeldwebel Bill Brook und den gleichnamigen Hamburger Stadtteil nach: „Nur die Schornsteine stachen wie Leichenfinger in den Spätnachmittagshimmel. Wie Knochen eines riesigen Skelettes. Wie Grabsteine.“ Dennoch bewahrte sich Borchert seinen Tatendrang und seinen Humor. Er nutzte den Urlaub für Gedichte über seine Heimatstadt und Auftritte mit komischen Versen im Kabarett Bronzekeller. Auch nach der Abreise beschäftigte ihn das Schicksal Hamburgs. In einem Brief aus dem Oktober 1943 erkundigte er sich: „was macht unsere Ruinenstadt? Lebt sie noch? Ich glaube, wir sind dazu verpflichtet, sie nicht sterben zu lassen – wir müssen sie wieder aufbauen.“ In vielen Texten setzte Borchert seiner Geburtsstadt ein literarisches Denkmal. So schwärmte er in Hamburg: „Hamburg! Das ist mehr als ein Haufen Steine, unaussprechlich viel mehr! […] Das ist unser Wille, zu sein: Hamburg!“
Zurückgekehrt zu seiner Einheit in Jena wurde Borchert, noch immer unter Fieberanfällen leidend, für frontdienstuntauglich erklärt. Das Zeugnis seines Kompaniechefs, demzufolge Borcherts komödiantische Einlagen im Krieg wiederholt die Moral der Kompanie aufgerichtet hätten, ermöglichte die Versetzung zum Fronttheater einer Truppenbetreuung. Borchert selbst fühlte sich „fünf Minuten vor einem so herrlichen Ziel“, als er in der Nacht des 30. November in einer Durchgangskompanie in Kassel-Wilhelmshöhe vor seinen Stubenkameraden in ausgelassener Stimmung eine Goebbels-Parodie vorführte, die das Sprichwort „Lügen haben kurze Beine“ auf Goebbels’ Klumpfuß bezog. Am nächsten Tag zeigte ihn ein Denunziant an; Borchert wurde festgenommen und zurück nach Jena überführt. Noch an den offenen Ton und den Galgenhumor aus den Lazaretten gewöhnt, war er überrascht von der Heftigkeit der Reaktion auf seine Vorführung. In einem Brief an seinen Anwalt Curt Hager betonte er, dass er sich „keineswegs schuldig fühle für so ein Staatsverbrechen“, er habe „schlimmstens eine Dummheit“ begangen.
Im Januar 1944 kam Borchert zur Untersuchungshaft ins Zellengefängnis Lehrter Straße in Berlin-Moabit. Er litt unter den schlechten Haftbedingungen, sowohl was die sanitären Zustände als auch was die Verpflegung betraf, jedwede ärztliche Versorgung wurde ihm verweigert. Pro Zelle waren fünf bis sechs Mann zusammengesperrt, teils politische Häftlinge, teils zivile Straftäter; immer wieder kam es zu tätlichen Auseinandersetzungen. Ein homosexueller Mithäftling, angeklagt des Mordes an seiner Tante, fand später Eingang in Borcherts Kurzgeschichte Unser kleiner Mozart. Auch einige der Angeklagten des Attentats vom 20. Juli 1944 wurden im Moabiter Zellengefängnis inhaftiert und von den Wächtern vor den Augen der anderen Gefangenen schikaniert. Am 21. August fand Borcherts Verhandlung vor dem Zentralgericht des Heeres statt. Er wurde wegen Wehrkraftzersetzung zu einer Gefängnisstrafe von neun Monaten verurteilt, unter Anrechnung von fünf Monaten Untersuchungshaft. Das Urteil wurde am 4. September rechtskräftig und Borchert gleichzeitig „Strafaufschub zwecks Feindbewährung“ bewilligt. Seine Einstufung als „bedingt kriegsverwendungsfähig“ bewahrte ihn vor dem erneuten Einsatz an der Front.
Borchert verbrachte die letzten Kriegsmonate in der Garnison in Jena. Seine wiedergewonnene Freiheit wurde, wie er in einem Brief bekannte, überschattet von „den Nachwehen meiner Berliner Zeit, denn ich habe keinen guten oder frohen Gedanken.“ Verstärkt suchte Borchert Zuflucht in der Kunst. Erstmals spielte er mit dem Gedanken, nach dem Krieg Schriftsteller zu werden, und erfand das Pseudonym „Kai Wasser“, das er später jedoch nie verwendete. Daneben begann er in seiner freien Zeit zu malen. Als am 29. März 1945 amerikanische Truppen Frankfurt am Main besetzten, kam es zu einem letzten Einsatz seiner Einheit, doch die führungslosen Soldaten ergaben sich bei Frankfurt ohne Widerstand. Während der Überführung in französische Gefangenschaft gelang Borchert die Flucht vom Lieferwagen. Er schlug sich 600 Kilometer zu Fuß nach Norden durch und erreichte, schwer krank und völlig erschöpft, am 10. Mai 1945 Hamburg.

### Nachkriegszeit

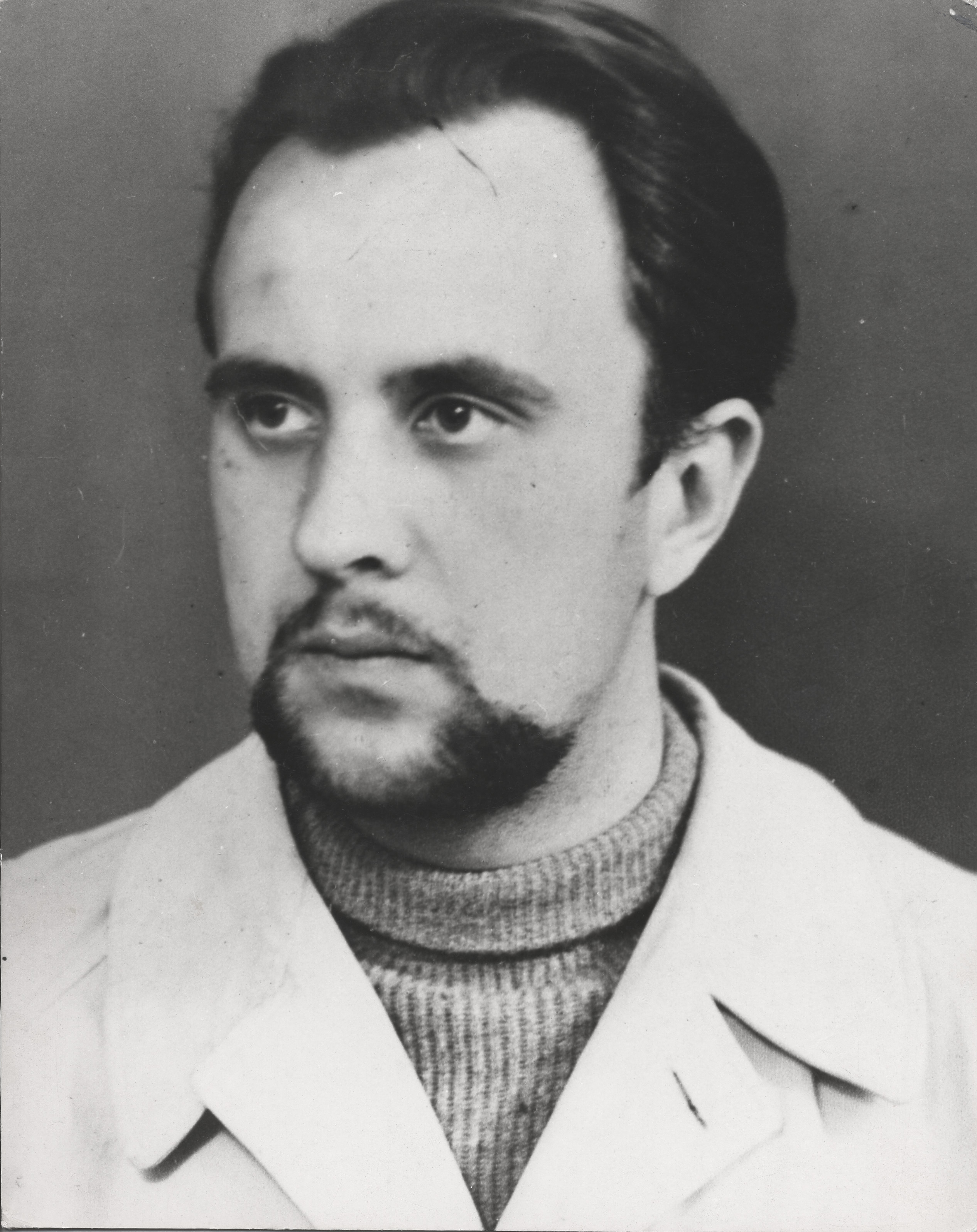
Wolfgang Borchert, 1945

In der Nachkriegszeit war Borchert beseelt vom Verlangen, die verlorene Zeit nachzuholen. In einem Brief schrieb er einem Freund: „Ich werde nach diesen Jahren mit N. S. Einheitsfrisur und Einheitscharakter und Mittelmäßigkeit etwas ganz Verrücktes aushecken!!!“ Borchert befreundete sich mit Künstlern wie Curt Beckmann und Rosemarie Clausen. Obwohl noch immer von seiner Gelbsucht und den Fußverletzungen geplagt, wurde er in der Theater- und Kabarettszene Hamburgs aktiv. Er schrieb Texte für das Kabarett Janmaaten im Hafen seines späteren Verlegers Bernhard Meyer-Marwitz, doch Borcherts körperliche Verfassung ließ nur den Auftritt in der ersten Vorstellung am 27. September 1945 zu. Es blieb sein letzter Bühnenauftritt. Als das von Borchert mitbegründete Hinterhoftheater Die Komödie in Hamburg-Altona am 11. November eröffnete und einen guten Monat später wieder schloss, war er bereits bettlägerig und konnte sich in der Wohnung seiner Eltern nur noch an die Wände gestützt fortbewegen. Die Premiere von Lessings Nathan der Weise im Hamburger Schauspielhaus, deren erste Proben er als Regieassistent an der Seite von Helmuth Gmelin begleitet hatte, fand am 21. November ohne ihn statt. Dennoch hielt Borchert an der Hoffnung fest, eines Tages wieder auf der Bühne zu stehen. In einem „Antrag auf Ausstellung eines Ausweises für politisch, rassisch und religiös durch den Nazismus Verfolgte“ vom Mai 1946 gab er als Beruf „Schauspieler“ an, und auch in einem Brief aus dem Mai 1947 zu seinem Erfolg als Schriftsteller betonte er noch: „von Haus aus bin ich Schauspieler.“
Anfang Dezember 1945 wurde Borchert ins Hamburger Elisabeth-Krankenhaus eingeliefert. Seine Fieberanfälle verschlimmerten sich und ließen den anfänglich noch auf baldige Genesung Hoffenden immer mutloser werden. In dieser Situation wandte er sich dem Schreiben zu. Datiert auf den 24. Januar 1946 entstand Borcherts erster umfangreicher Prosa-Text, die Erzählung Die Hundeblume. Peter Rühmkorf wertete die Erzählung als ersten meisterlichen Text Borcherts. Dabei sei sie keine Folge einer allmählichen Entwicklung des Talents, sondern stelle eine „unvermittelte Geburt des Vermögens“ dar, in der Borchert stilistische Fertigkeiten demonstriere, die er zuvor nicht habe erkennen lassen. Die plötzliche literarische Entfaltung ging einher mit Borcherts Wechsel von Lyrik zu Prosa als hauptsächlicher Ausdrucksform. Borchert selbst urteilte im März 1946 über seine Erfahrungen in der neu entdeckten Literaturgattung: „Ich muß mich erst an Prosa gewöhnen – Prosa geht mir zu langsam, ich bin zu sehr an Tempo gewöhnt.“ Die Hundeblume wurde am 30. April und 4. Mai 1946 in gekürzter Fassung in der Hamburger Freien Presse veröffentlicht. Heinrich Maria Ledig-Rowohlt wurde auf die Erzählung aufmerksam und stellte die Publikation einer Kurzgeschichtensammlung in Aussicht, falls Borchert weitere Hundeblumen bieten könne.
Anfang April wurde Borchert aus dem Krankenhaus entlassen, ohne dass sich sein Zustand gebessert hatte. Eine Röntgenbestrahlung hatte nicht angeschlagen, Penicillin war nur in geringen Mengen zu beschaffen gewesen, die entzündete Leber schwoll immer stärker an. Borchert nahm die Entlassung mit Zynismus: „Da die vorhandenen deutschen Mittel die Krankheit nicht heilen können, wurde der Patient als nicht geheilt entlassen.“ Auch in der Wohnung seiner Eltern blieb Borchert pflegebedürftig und bettlägerig. Seine Tage teilten sich in Fieberanfälle und obsessive Arbeit. Halb sitzend verfasste er in seinem Krankenbett eine Geschichte nach der anderen. Da Papier knapp war, schrieb er in Schulhefte oder auf Rückseiten von Briefen. Borcherts Vater tippte nach Feierabend die Geschichten auf der Schreibmaschine ab. Nach einer nachträglich in Basel entstandenen Auflistung entstanden bis Jahresende 1946 29 Prosatexte, 1947 folgten weitere 21 Arbeiten. Allerdings blieb diese Liste unvollständig. Ohne dass sich eine klare Entwicklung erkennen ließ, sprangen die Sujets zwischen leichten und schweren Texten, zwischen Kurzgeschichten und Prosa-Manifesten – Borchert bezeichnete sie ohne Unterscheidung als „Storys“. Viele hielt er für ungeeignet zur Veröffentlichung, und er bekannte in einem Brief: „im Ganzen befriedigt mich meine Arbeit nicht. In dem Moment, wo ich schreibe, muß ich es tun. Es zwingt mich!!! Hinterher sehe ich beim Anblick des Geschriebenen aber keine Notwendigkeit mehr und finde alles journalistisch und literarisch!!!“ Im Dezember 1946 entstand Borcherts erste Buchpublikation. Bernhard Meyer-Marwitz’ Hamburgische Bücherei veröffentlichte die Gedichtsammlung Laterne, Nacht und Sterne mit 14 Gedichten aus der Zeit zwischen 1940 und 1945, die allesamt um Borcherts Heimatstadt Hamburg kreisen, in einer Auflage von 3000 Exemplaren. Folgende Verse leiteten das Buch ein:

„Ich möchte Leuchtturm sein

in Nacht und Wind –

für Dorsch und Stint –

für jedes Boot –

und bin doch selbst

ein Schiff in Not!“

Im Spätherbst 1946 – Rühmkorf datiert den Zeitpunkt dagegen auf Januar 1947 – schrieb Wolfgang Borchert in einer Zeitspanne von acht Tagen sein Drama Draußen vor der Tür nieder. Anschließend lud er Freunde ein und deklamierte das Stück in einer dreistündigen Lesung. Die beeindruckten Freunde wollten versuchen, das Stück auf die Bühne zu bringen. Das Manuskript gelangte auch zum Nordwestdeutschen Rundfunk, wo sich der Chefdramaturg Ernst Schnabel für eine Hörspieladaption interessierte. Borcherts ursprüngliche Fassung wurde für den Rundfunk bearbeitet, teilweise gekürzt und am 2. Februar 1947 eingesprochen. Am 13. Februar erfolgte die Ausstrahlung im Abendprogramm. Borchert selbst konnte die Sendung wegen einer Stromsperre nicht empfangen, doch das Hörspiel wurde im weiten Ausstrahlungsgebiet des NWDR ein unmittelbarer Erfolg. Als Reaktion erhielt der Sender eine ungewöhnlich hohe Zahl von Hörerbriefen, deren Spektrum von Begeisterung bis zu Empörung reichte. Viele Hörer bekundeten, der Autor habe ihnen aus der Seele gesprochen. In der Folge interessierten sich verschiedene Theater für eine Bühnenaufführung, allen voran Ida Ehre, die Gründerin und Leiterin der Hamburger Kammerspiele, die das Stück für den November 1947 zur Uraufführung annahm.

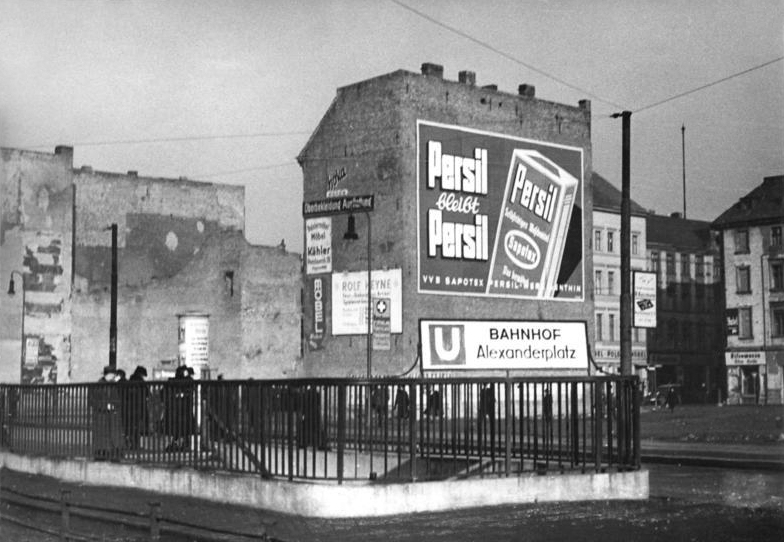
„Persil bleibt Persil“-Werbung auf dem Berliner Alexanderplatz im Jahr 1951

Der Erfolg von Draußen vor der Tür änderte Borcherts Leben grundlegend. In der Folge erhielt der Kranke zahlreiche Briefe und Besuche, verschiedene Verleger erkundigten sich nach weiteren Arbeiten. Borchert schloss einen Vertrag mit dem Rowohlt Verlag, der 1949 sein Gesamtwerk publizierte. Im Juni 1947 erschien in der Hamburgischen Bücherei Borcherts erste Kurzgeschichtensammlung Die Hundeblume, im November 1947 die zweite Sammlung An diesem Dienstag, jeweils in einer Startauflage von 5000 Exemplaren und mit der baldigen Folge einer zweiten Auflage. Borchert selbst nahm im Juni des Jahres einen regelrechten „Borchert-Rummel“ wahr. Er schrieb auch über das Jahr 1947 hinweg zahlreiche Kurzgeschichten und plante einen Roman unter dem Titel Persil bleibt Persil, der jedoch nicht über das Anfangsstadium hinauskam. Sein Leben und Arbeiten blieb überschattet von der Krankheit. Nach dem kalten Winter litt der fiebernde Borchert nun unter dem heißen Sommer 1947. In einem Brief bekannte er: „Ich will keine Zeile mehr schreiben können, wenn ich nur mal über die Straße gehen dürfte, mal wieder Straßenbahn fahren – und an die Elbe gehen“. Seine Hoffnung setzte er auf einen Kuraufenthalt in der Schweiz, den ihm seine neu gewonnenen Verleger Ernst Rowohlt, Henry Goverts und Emil Oprecht ermöglichen wollten, doch die Beantragung der Ausreisegenehmigung und des Schweizer Visums zögerte sich hinaus, erschwerend kam die notwendige Hinterlegung von 5000 Schweizer Franken für den Aufenthalt Borcherts hinzu.
Die Grenzen waren geschlossen, die Militärbehörden mussten die Fahrt durch die Besatzungszonen genehmigen, deutsches Geld durfte nicht in die Schweiz überwiesen werden. Schließlich reiste Borchert am 18. September per Zug aus Hamburg ab. Henry Goverts nahm den Kranken an der Schweizer Grenze in Empfang. Borcherts Gesundheitszustand ließ den ursprünglich geplanten Weitertransport nach Davos nicht zu. Stattdessen wurde er ins nahe gelegene Basler St. Claraspital eingeliefert. Borchert, der sich im fremden Land wie im katholisch geführten Krankenhaus unwillkommen und isoliert fühlte, ahnte bereits: „Ich werde nicht mehr aufstehen. Ich kann nicht mehr.“ Sein Zustand verschlechterte sich von Tag zu Tag, Borchert litt an Krampfanfällen und es traten erste innere Blutungen auf. Dennoch empfing der Todkranke noch eine Reihe von Besuchern und arbeitete weiterhin. Der Prosatext Dann gibt es nur eins!, laut Bernhard Meyer-Marwitz wenige Tage vor Borcherts Tod geschrieben, gilt als letzte in Basel entstandene Arbeit und wird vielfach als Borcherts Vermächtnis gewertet. Er ist in einem Aufruf an die Leser gerichtet:

„Du. Mann an der Maschine und

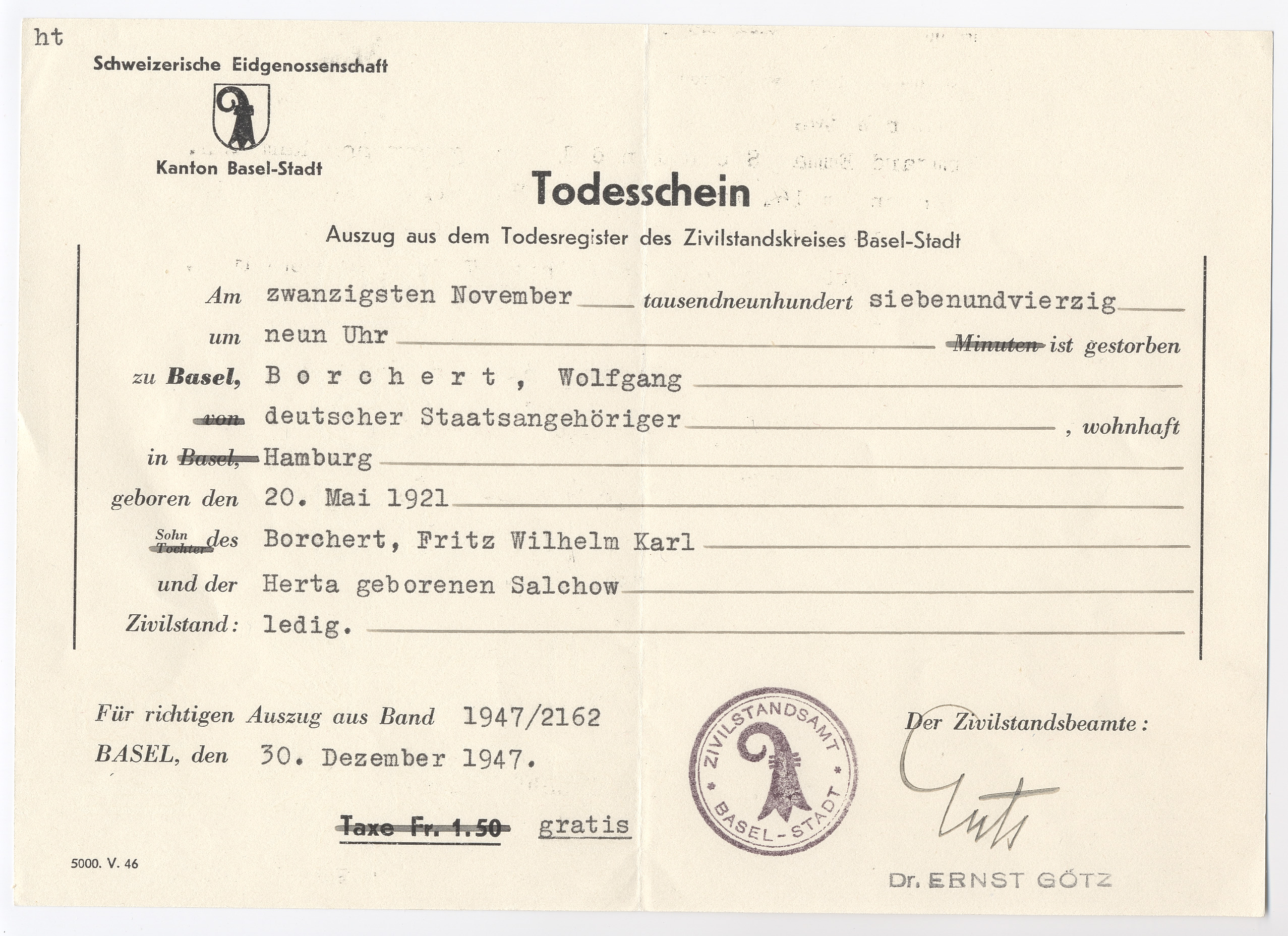
Todesschein Wolfgang Borchert

Mann in der Werkstatt. Wenn sie dir morgen befehlen, du sollst keine
Wasserrohre und keine Kochtöpfe mehr machen – sondern Stahlhelme und
Maschinengewehre, dann gibt es nur eins:

Sag NEIN!

[…]“

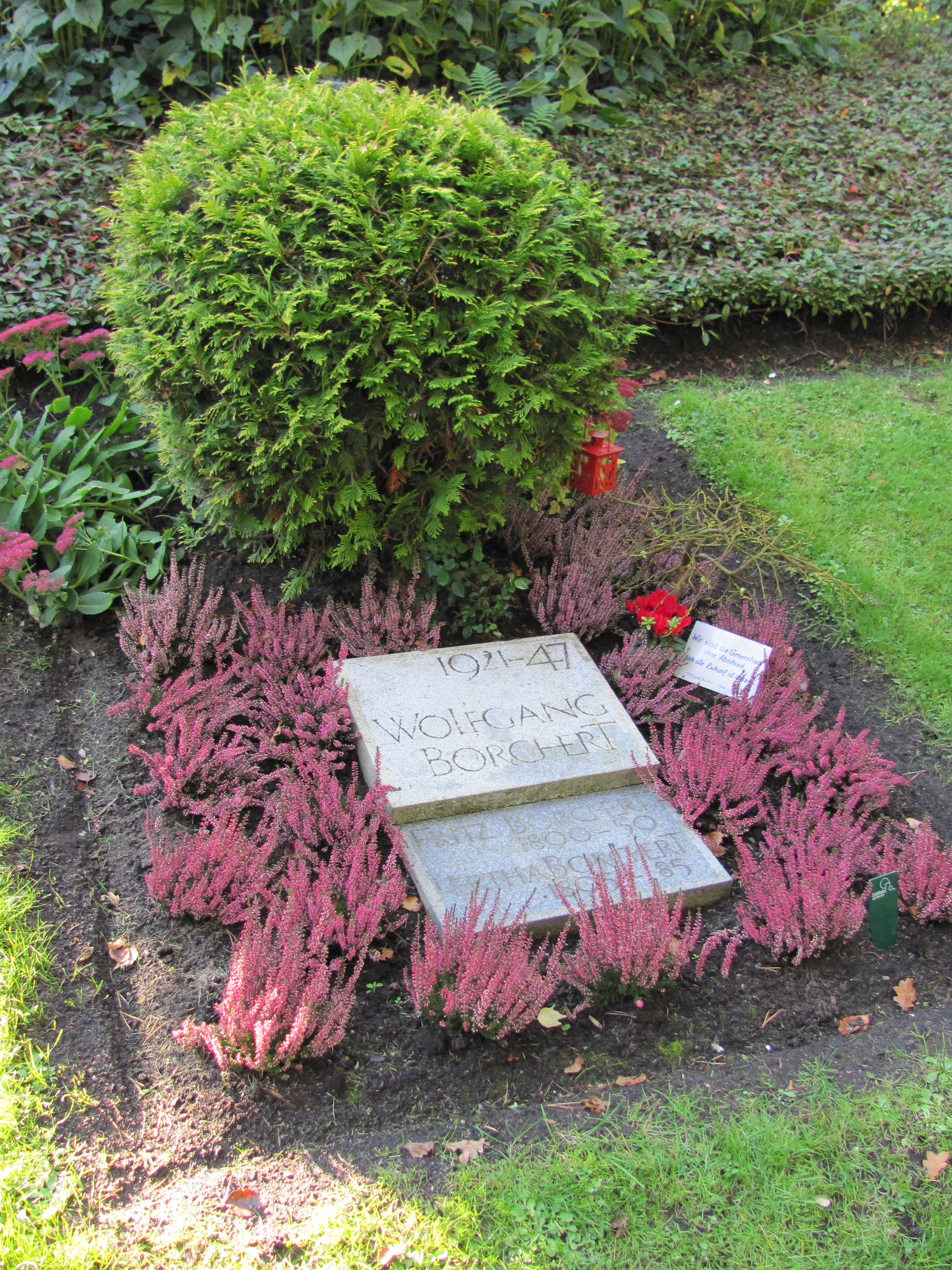
Urnengrab auf dem Ohlsdorfer Friedhof

Wolfgang Borchert starb am 20. November 1947. Die pathologische Untersuchung ergab, dass er an einer überempfindlichen Leber gelitten hatte, die durch andauernde Ernährungsmängel immer stärker geschädigt worden und am Ende zu enormer Größe angeschwollen war. Der Pathologe äußerte Erstaunen, „daß dieser junge Mensch hat so lange leben und arbeiten können.“ Die von Emil Oprecht organisierte Trauerfeier fand im Krematorium des Basler Friedhofs am Hörnli statt.
Einen Tag nach Borcherts Tod, am 21. November 1947, fand die Uraufführung von Draußen vor der Tür in den Hamburger Kammerspielen statt. Erst kurz vor Premierenbeginn erreichte die Todesmeldung die Mitwirkenden, der Regisseur Wolfgang Liebeneiner informierte das Publikum, in dem sich auch Borcherts Eltern befanden. Die Uraufführung wurde ein großer Erfolg. Nachdem Borcherts Urne nach Hamburg überstellt worden war, fand am 17. Februar 1948 unter reger Anteilnahme auf dem Ohlsdorfer Friedhof die Beisetzung statt. Das Grab Wolfgang Borcherts und seiner Eltern befindet sich am Stillen Weg beim westlichen Ende des Friedhofs Ohlsdorf in der Sektion AC 5/6. Es wurde vom Hamburger Senat im Jahr 2010 geschützt, indem es in die Liste der „Grabstätten von öffentlichem Interesse“ aufgenommen wurde.

## Künstlerisches Schaffen

### Literarische Position und Einflüsse
Wolfgang Borchert gilt heute als einer der bekanntesten Vertreter der so genannten Kahlschlags- oder Trümmerliteratur. Schriftsteller dieser wenige Jahre währenden Literaturepoche nach dem Zweiten Weltkrieg antworteten auf den Zusammenbruch der alten Strukturen und die traumatischen Erfahrungen des Krieges mit der Forderung nach einer Tabula rasa in der Literatur. Das Ziel eines inhaltlichen und formalen Neuanfangs sollte eine ungeschönte und wahrhaftige Darstellung der Realität sein. Allerdings widersprachen auch Stimmen dieser Kategorisierung Borcherts, die sein Werk auf seinen zeitlichen Bezug reduziere. So sah Gordon J. A. Burgess, zeitweiliger Vorsitzender der Internationalen Wolfgang-Borchert-Gesellschaft, Borcherts Werke zu Unrecht „als Schullektüre und Trümmerliteratur herabgewürdigt[…]“.
Sowohl stilistisch als auch thematisch war Borchert stark vom Expressionismus beeinflusst, der im ersten Vierteljahrhundert des 20. Jahrhunderts für die deutsche Literatur prägend gewesen war, während expressionistische Strömungen in der Literatur in der Zeit des Nationalsozialismus unterdrückt und ihre Künstler verfolgt worden waren. Oft wurde Borchert als später Nachfahre, Erbe oder gar als Epigone des Expressionismus gewertet. Für Hans Mayer etwa war der von Borchert propagierte literarische Neubeginn bloß eine „Novität aus zweiter Hand“. Borcherts moralisch motivierter und gefühlsbetonter Protest verwies ebenso auf den Stil des Expressionismus wie seine repetitive und expressive Sprache. Sein Theaterstück Draußen vor der Tür folgte dem Muster eines Stationendramas, das ausgehend von August Strindberg das expressionistische Drama bestimmt hatte. Wie bewusst Borchert die Tradition der zurückliegenden Literaturepoche aufgriff, ist nicht bekannt, allerdings waren ihm deren Werke vertraut. In einem Jugendbrief von 1940 erklärte er: „Ich bin Expressionist – mehr noch in der inneren Anlage und Geburt als in der Form.“
Sieben Jahre später, im Mai 1947, verwies Borchert auf eine andere literarische Tradition, indem er jetzt Autoren amerikanischer Short Stories wie Ernest Hemingway und Thomas Wolfe als seine Lieblingsautoren angab. Auch Alfred Andersch benannte bereits 1948 deren Einfluss: „Gepriesen seien die Freunde, die ihm Wolfe, Faulkner, Hemingway in die Hand gaben. Hätte er das, was er zu sagen hatte, mit den Stilmitteln Wiecherts oder Carossas, Hesses oder Thomas Manns ausdrücken können?“ Dass Wolfgang Borchert von amerikanischen Short Stories beeinflusst gewesen sei und ob er sie überhaupt kannte, war vor der Veröffentlichung von Borcherts Briefen immer wieder bezweifelt worden, allerdings erkannte Werner Bellmann einen deutlichen Stilwechsel von den frühen Lyrismen und Sentimentalitäten zu den späteren Texten, die von Aussparungen, sorgfältiger Komposition, Lakonie und Understatement bestimmt waren. Eine Untersuchung Kerstin Möller Osmanis wies eine Rezeption der Texte Ernest Hemingways bei Borchert wie anderen deutschen Nachkriegsautoren nach, sowohl was die Übernahme einzelner Charakteristika des Stils wie auch der Erzählform angeht. Die Priorität der Nachkriegsliteratur habe aber auf ihrem inhaltlichen Engagement gelegen, weswegen es zu keiner künstlerischen Auseinandersetzung und der Suche eines eigenen Stils gekommen sei. Manfred Durzak sah Borcherts Kurzgeschichten in amerikanischer Tradition im Zentrum seiner Prosa, deren Spanne von satirisch überzeichneten Grotesken über den Krieg bis zu handlungslosen Monologen – von Rühmkorf als „Art von Infinitesimalprosa“ bezeichnet – reiche. Beispielhaft aus Borcherts Werk griff Heinrich Böll Das Brot heraus, nach seinem Urteil ein „Musterbeispiel für die Gattung Kurzgeschichte, die nicht mit novellistischen Höhepunkten und der Erläuterung moralischer Wahrheit erzählt, sondern erzählt, indem sie darstellt.“

### Poetik

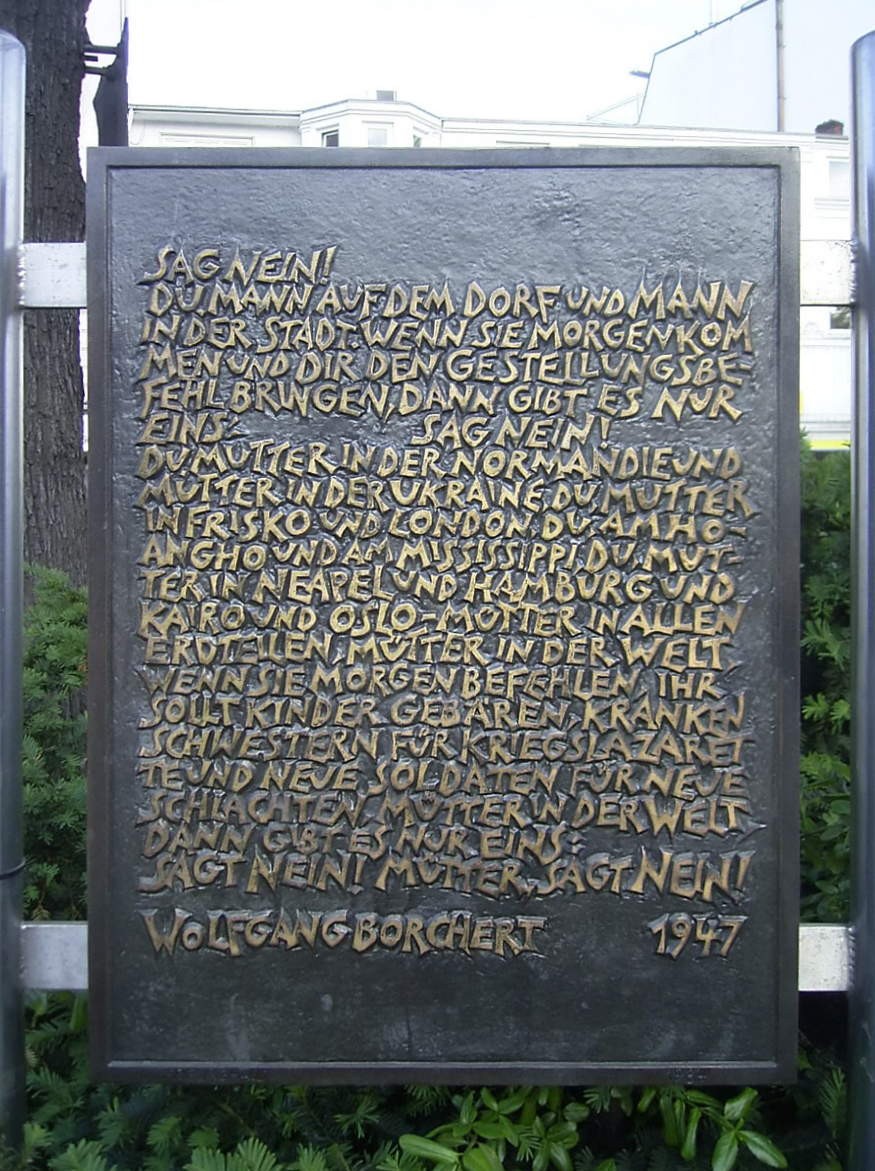
Gedenkstein „Sag Nein!“ an der Friedenseiche in Hamburg-Eppendorf mit einer Textstelle aus Dann gibt es nur eins!

Neben klassischen Kurzgeschichten finden sich in Borcherts Prosawerk ab 1946 auch Texte, die eher als programmatische Verkündigungen oder Manifeste des Autors zu verstehen sind. In diesen Texten gab Borchert neben seinen weltanschaulichen Ansichten auch Auskunft über seine Poetik. In Das ist unser Manifest machte er sich zum Sprachrohr einer jungen Generation, die nach der Niederlage des Zweiten Weltkriegs mit der Vergangenheit abrechnet und vor dem Nichts stehend ihre Zukunft plant. Seine Forderung nach einer Erneuerung suchte auch nach einer neuen Ästhetik durch den unmittelbaren Ausdruck, einer Wahrheit, die nicht gemildert oder beschönigt werden dürfe:

„Wer schreibt für uns eine neue Harmonielehre? Wir brauchen keine wohltemperierten Klaviere mehr. Wir selbst sind zuviel Dissonanz. […] Wir brauchen keine Stilleben mehr. Unser Leben ist laut. Wir brauchen keine Dichter mit guter Grammatik. Zu guter Grammatik fehlt uns die Geduld. Wir brauchen die mit dem heißen heiser geschluchzten Gefühl. Die zu Baum Baum und zu Weib Weib sagen und ja sagen und nein sagen: laut und deutlich und dreifach und ohne Konjunktiv.“

Zugleich setzte er dem Nihilismus der Stunde Null den Auftrag eines neuen utopischen Denkens entgegen, aus dem eine zukünftige Gesellschaft entstehen könne:

„Denn wir sind Neinsager. Aber wir sagen nicht nein aus Verzweiflung. Unser Nein ist Protest. […] Denn wir müssen in das Nichts hinein wieder ein Ja bauen, Häuser müssen wir bauen in die freie Luft unseres Neins, über den Schlünden, den Trichtern und Erdlöchern und den offenen Mündern der Toten: Häuser bauen in die reingefegte Luft der Nihilisten, Häuser aus Holz und Gehirn und aus Stein und Gedanken.“

Im Prosatext Der Schriftsteller umriss Borchert dessen Rolle in der Gesellschaft, die er mit einem Haus verglich, in dem der Schriftsteller den einsamen Raum der Dachkammer bewohne, um aus dieser herausgehobenen Warte die Gesellschaft zu benennen und ihr gleichzeitig als Kritiker und Mahner zu dienen:

„Er darf in dem Haus die Dachkammer bewohnen. Dort hat man die tollsten Aussichten. Toll, das ist schön und grausig. Es ist einsam da oben. Und es ist da am kältesten und am heißesten.“

Eine grundsätzliche Skepsis gegenüber den Ausdrucksmöglichkeiten der Sprache formulierte Borchert im Text Im Mai, im Mai schrie der Kuckuck. In einer Zeit, für deren existenzielles Erleben die Sprache fehle, wurde für Borchert das Schweigen zur heroischen Tat:

„Verschweigt den Kuckucksschrei eures einsamen Herzens, denn es gibt keinen Reim und kein Versmaß dafür, und kein Drama, keine Ode, und kein psychologischer Roman hält den Kuckucksschrei aus, und kein Lexikon und keine Druckerei hat Vokabel oder Zeichen für deine wortlose Weltmut, für deine Schmerzlust und dein Liebesleid.“

Doch auch hier verharrte Borchert nicht in Resignation, sondern suchte die Möglichkeiten eines literarischen Neubeginns, der sich in sprachlicher Reduktion und Einfachheit ausdrückte. Der Schriftsteller wurde zum Chronisten, der die Wirklichkeit durch seine Beschreibung festhielt:

„Alles, was wir tun können, ist: Addieren, die Summe versammeln, aufzählen, notieren. Aber diesen tollkühnen sinnlosen Mut zu einem Buch müssen wir haben! Wir wollen unsere Not notieren, mit zitternden Händen vielleicht, wir wollen sie in Stein, Tinte oder Noten vor uns hinstellen, in unerhörten Farben, in einmaliger Perspektive, addiert, zusammengezählt und angehäuft, und das gibt dann ein Buch von zweihundert Seiten.“

Urs Widmer betonte in seiner Dissertation, Borchert habe sein in Dies ist unser Manifest formuliertes Sprachideal nur eingeschränkt erreicht. Seine Texte erreichten eine Bandbreite von kargem Notieren der Wirklichkeit bis zu literarischer Wortakrobatik, so dass sie wirkten wie von verschiedenen Verfassern geschrieben. Doch gerade in dieser extremen Stilisierung beider Ausprägungen versuche Borchert, sprachlich die negative Realität zu bewältigen. Horst Ohde sah in der Stilisierung auch den Versuch, Sprachzweifeln und Sprachnot zu begegnen, die bei Borchert eine doppelte Ursache haben: in der individuellen Entwicklung des jungen Autors, noch nicht zum souveränen Umgang mit der Sprache gefunden zu haben, und in der kollektiven Erfahrung der Nachkriegszeit, die alte Sprache beschädigt oder verloren zu sehen.

### Stil
Borcherts Stil ist geprägt durch kurze, abgehackte Sätze, ein Stakkato, das durch Ellipsen, Parataxen, eigenwillige Interpunktion und die Verwendung von Konjunktionen und Adjektiven als Satzbeginn entsteht. Beispielhaft eine Textstelle aus Stimmen sind da in der Luft – in der Nacht: „In der Bahn aber saßen sie, warm, atmend, erregt. Fünf oder sechs saßen da, Menschen, verloren, einsam im Novembernachmittag. Aber dem Nebel entronnen. Saßen unter tröstlichen trüben Lämpchen. Leer war es in der Bahn. Nur fünf waren da, ganz vereinzelt, und atmeten.“ Die schnelle Abfolge der Sätze soll oft die Erregung der Figuren zum Ausdruck bringen oder Spannung erzeugen. Die Wiederholung von Satzgliedern unterstreicht die Dringlichkeit des Gesprochenen.
Häufig steigert Borchert die Intensität seiner Sätze durch das Stilmittel der Klimax, gelegentlich schwächt er sie durch die Antiklimax ab, so etwa in der unterschiedlichen Charakterisierung der beiden Hauptfiguren in Schischyphusch: „Mein Onkel, Säufer, Sänger, Gewaltmensch, Witzereißer, Zotenflüsterer, Verführer, kurzzungiger sprühender, sprudelnder, spuckender Anbeter von Frauen und Kognak.“ Dagegen der Kellner: „Tausendmal im Gartenlokal an jedem Tisch einen Zentimeter in sich hineingekrochen, geduckt, geschrumpft.“ Zur Hervorhebung setzt Borchert Alliterationen ein. Daneben zeichnet sich seine Wortwahl durch Komposita, Neologismen und virtuos verwendete Attribute aus, so erneut in Schischyphusch: „Breit, braun, brummend, basskehlig, laut, lachend, lebendig, reich, riesig, ruhig, sicher, satt, saftig – mein Onkel!“
Rhetorische Figuren, die sich durch Borcherts Werk ziehen, sind die Personifikation, wenn etwa in Die drei dunklen Könige eine Latte aufseufzt und eine Tür weint, verschiedene Formen von Metaphern, der Vergleich, die Hyperbel und die Allegorie, etwa in Draußen vor der Tür: „Wie die Fliegen kleben die Toten an den Wänden des Jahrhunderts. Wie die Fliegen liegen sie steif und vertrocknet auf der Fensterbank der Zeit.“ Obwohl Borchert in seinem Werk überwiegend das Leid der Opfer des Krieges beschreibt, finden sich auch humoristische Elemente in einigen Kurzgeschichten, insbesondere in Schischyphusch und Der Stiftzahn oder Warum mein Vetter keine Rahmbonbon mehr ißt. Aber auch Borcherts Drama bedient sich der Ironie, des Sarkasmus und der Satire. Die Alltagssprache verleiht den Personen Authentizität und soll sie als Durchschnittsmenschen kennzeichnen.
Alle Texte Borcherts arbeiten mit Symbolen, insbesondere mit Farbsymbolik, die Gegensätze und Emotionen unterstreicht, die Handlung atmosphärisch widerspiegelt oder zum Teil sogar ersetzt. Während Grün zumeist als Zeichen des Lebens und der Hoffnung verwendet wird und auch Gelb in der Regel lebensbejahend wirken soll, steht Rot selten für die Farbe der Liebe, sondern eher für den Krieg, Blau sowohl für Kälte als auch für die Nacht. Die nichtbunten Farben sind überwiegend negativ besetzt: Grau kennzeichnet das Unbestimmte und deutet auf Pessimismus hin, Weiß dient häufig als Symbol für Krankheit oder Kälte, Schwarz als Omen von Düsternis und Bedrohung.

### Handlungselemente und Figuren
Der ungarische Germanist Károly Csúri arbeitete eine Grundstruktur heraus, der die Erzählungen Wolfgang Borcherts überwiegend komplett oder in Teilen folgten. Danach durchlaufe die „ideale Borchert-Geschichte“ folgende Stadien:
- Anfangszustand: der Protagonist befinde sich in einem „harmonischen Stadium virtuell-zeitloser Geborgenheit (oder Schein-Geborgenheit)“.
- Übergangszustand: der Protagonist gerate in einem Zwiespalt „in dem disharmonischen Stadium zeitlich-historischen Ausgestoßenseins (oder Schein-Ausgestoßenseins)“.
- Endzustand: durch ambivalente Vermittlerfiguren wird erneut ein – teilweise nur scheinbar harmonisches – „Stadium virtuell-zeitloser Geborgenheit (oder Schein-Geborgenheit)“ aufgezeigt, wobei die Rückkehr des Protagonisten in dieses Stadium oft unmöglich oder scheinbar unmöglich wird.

Dabei beginnen viele Geschichten Borcherts bereits im Übergangszustand, aus dem heraus der Anfangs- und der Endzustand erst im Ablauf konstruiert werden müssen.

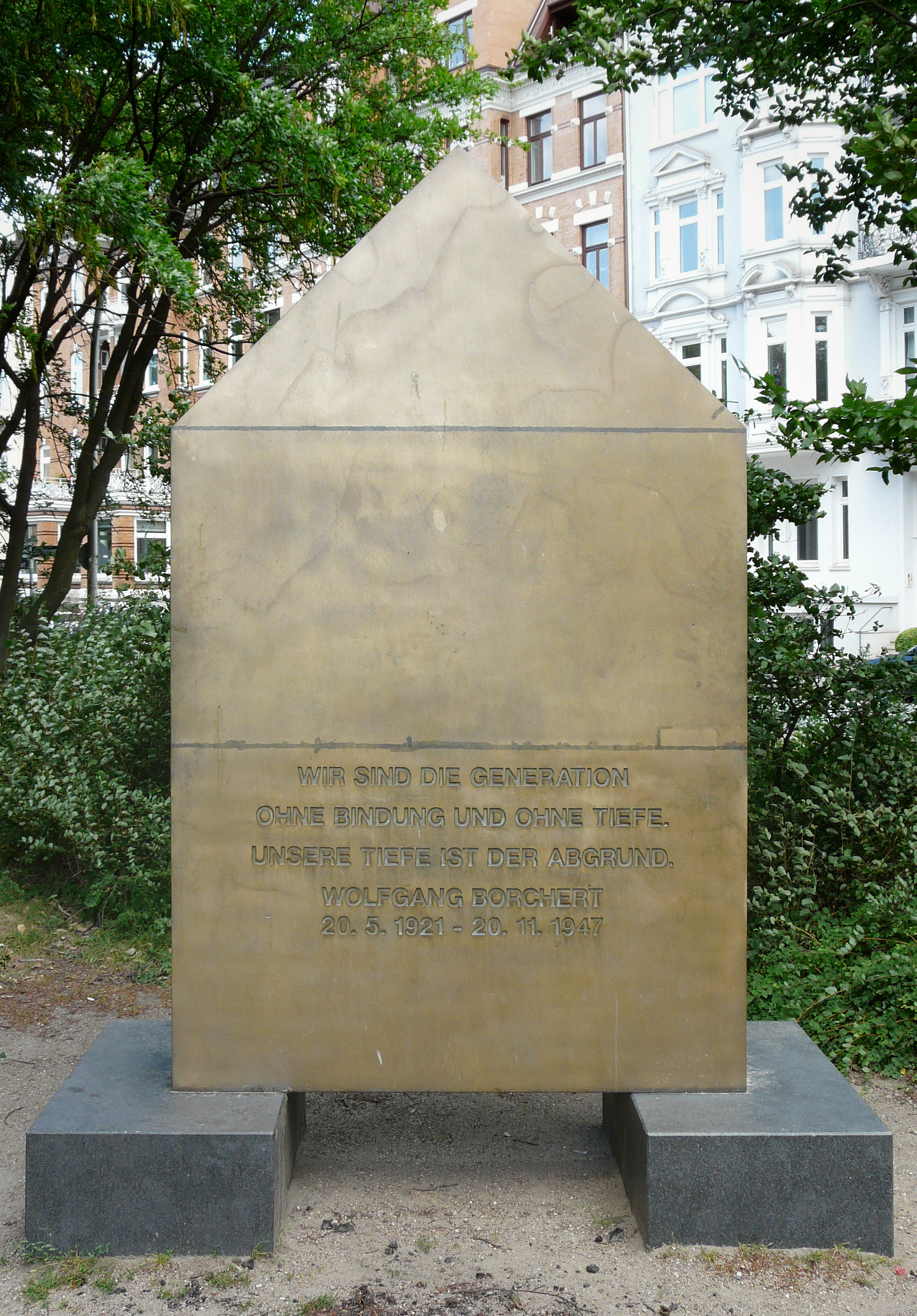
Gedenkstein von Timm Ulrichs für Wolfgang Borchert an der Außenalster von 1996 nahe dem Literaturhaus Hamburg mit einem Text aus Borcherts Generation ohne Abschied

Die Protagonisten in Borcherts Werken sah der bulgarische Germanist Bogdan Mirtschev zumeist als Vertreter einer bestimmten Generation, die sich oft in Auflehnung gegen Autoritätspersonen befinden. Sie werden als Prototypen von Menschen in innerer Not gezeichnet, wobei ihre persönliche Lebenskrise weniger eine Kriegsfolge sei als das Ergebnis von Einsamkeit, Lebensangst und dem Mangel an Liebe und Geborgenheit. Dabei seien sie nicht auf der Suche nach einem Ausweg aus ihrer Not, sondern verharrten in Pessimismus und Verzweiflung. Borcherts Protagonisten leiden oft an Unruhe- oder Angstzuständen und fühlen sich von ihrer Umwelt bedroht. Ihre Reaktion weise Kennzeichen von Regression auf, dem Rückzug in die Kindheit. Sie gehören, wie von Mirtschev aus Zitaten Borcherts zusammengestellt, einer „Generation ohne […] Behütung“ an, zu früh „ausgestoßen aus dem Laufgitter des Kindseins“, und beklagen nun ihr „Kuckucksschicksal“, ihr „Kuckuckslos, dieses über uns verhängte Verhängnis“. Unfähig zu längerfristigen Beziehungen befinden sie sich fortwährend auf der Flucht: „Es gibt kein Tal für eine Flucht. Überall treff ich mich. Am meisten in den Nächten. Aber man türmt immer weiter. Das Tier Liebe greift nach einem, aber das Tier Angst bellt vor den Fenstern, […] und man türmt.“ Die Ursache sei oft ein Schuldkomplex, der sich, obwohl von ihnen behauptet, nicht an einer konkreten, einzelnen Schuld festmachen lasse, sondern aufgrund von Einbildung und Missverständnissen entstehe. Dennoch zeichne Borchert nur selten das Bild eines endgültigen Scheiterns, sondern biete seinen Helden am Ende einen Ausweg aus ihrer Krisensituation. So gelinge dem lebensmüden Mann aus Das Holz für morgen die Sühne und Rückkehr zu denen, die ihn brauchen. Und im Gespräch über den Dächern treffe einer der Dialogpartner die Entscheidung zum Weiterleben „aus Trotz. Aus purem Trotz.“
Die zwischenmenschlichen Beziehungen von Borcherts Figuren untersuchte der amerikanische Germanist Joseph L. Brockington. In Borcherts Erzählungen sei zumeist ein Mensch durch die verstörende Kriegserfahrung von seinen Mitmenschen isoliert und entfremdet. Ein zweiter Mensch gehe auf ihn zu. In der Begegnung liegen drei Möglichkeiten:
- Die Menschen gehen aneinander vorbei, seien nicht in der Lage ihre Isolation zu überwinden. Eine typische Kurzgeschichte für diese Lösungsmöglichkeit sei Die Hundeblume mit dem täglichen Aneinandervorbeigehen der Häftlinge beim Hofgang.
- Zwar sei ein Mensch bereit, sich von der Vergangenheit und der Isolation zu befreien, sein Mitmensch aber nicht. Dies sei die häufigste Wendung, deren sich die Autoren der Nachkriegsliteratur bedient haben. In Borcherts Werk findet sie sich in der Beziehung Beckmanns zum Mädchen in Draußen vor der Tür sowie in Kurzgeschichten wie Bleib doch Giraffe oder Die traurigen Geranien.
- Die dritte, optimistische Möglichkeit, dass beide Menschen im Kontakt zueinander die Vergangenheit hinter sich lassen und sich gemeinsam der Zukunft zuwenden, habe Borchert in der Begegnung des Jungen mit dem alten Mann aus Nachts schlafen die Ratten doch gewählt.[95]

## Rezeption

### Bedeutung in der Nachkriegszeit
Während Borcherts Veröffentlichungen zunächst nur geringes Interesse hervorgerufen hatten, machte ihn die Erstausstrahlung der Hörspielfassung seines Dramas Draußen vor der Tür am 13. Februar 1947 im Nordwestdeutschen Rundfunk quasi über Nacht bekannt. Als Reaktion auf die Ausstrahlung erhielt der Sender eine ungewöhnlich hohe Zahl von Hörerbriefen, deren Spektrum von begeisterter Zustimmung bis zu heftiger Ablehnung reichte. In den anschließenden Wochen wiederholte der NWDR das Hörspiel und alle anderen westdeutschen und West-Berliner Sender folgten. Borcherts Biograf Helmut Gumtau bemerkte, Borchert „hatte das Glück der rechten Stunde, und er fand den Darsteller, durch den die Sendung zum Ereignis wurde – Hans Quest“, und er fügte hinzu: „Der Erfolg war nicht im Dichterischen begründet“.

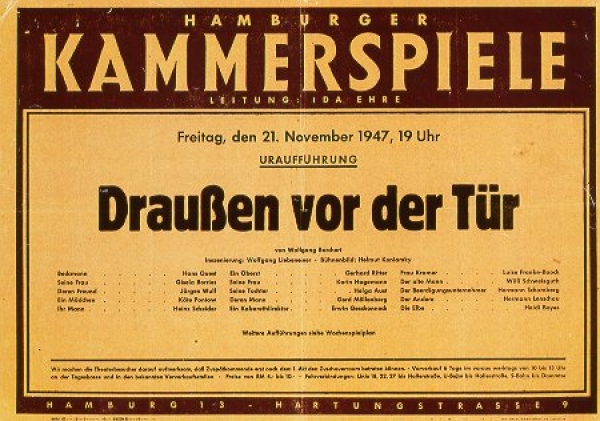
Plakat der Uraufführung von Draußen vor der Tür in den Hamburger Kammerspielen

Die Uraufführung von Draußen vor der Tür in den Hamburger Kammerspielen am 21. November 1947, einen Tag nach Borcherts Tod, ließ seine Popularität postum weiter anwachsen. So resümierte die Kritik des Spiegel: „Selten hat ein Theaterstück die Zuschauer so erschüttert wie Wolfgang Borcherts Draußen vor der Tür.“ Hellmuth Karasek wertete die Uraufführungen von Draußen vor der Tür gemeinsam mit Carl Zuckmayers Des Teufels General und Günther Weisenborns Die Illegalen als den „Beginn des Dramas in der Bundesrepublik“. Für Borcherts Biografen Gordon J. A. Burgess legten die zeitgenössischen Rezensionen dar, dass der Erfolg von Borcherts Stück in erster Linie auf seinen Zeitbezug und das Ansprechen einer zeitgemäßen Moral zurückzuführen war. Auch die Tatsache des frühen Todes seines Verfassers trug zu seinem Ruf bei, der von der Wahrnehmung einer Einheit zwischen dem tragischen Leben Borcherts und seinem Werk bestimmt war. Bald wurden Vergleiche mit dem ebenfalls früh verstorbenen Georg Büchner gezogen. Jan Philipp Reemtsma sah den Grund für die positive Aufnahme des Dramas auch im abwehrenden Umgang Borcherts mit der Schuldfrage, und er wertete: „Draußen vor der Tür lieferte die Formeln und Bilder, mit deren Hilfe sich ein deutsches Publikum von seiner Vergangenheit lossagen konnte, ohne die Frage nach Verantwortung und Schuld zu stellen, geschweige denn beantworten zu müssen.“
Vielfach wurde die besondere Rolle betont, die Borcherts Werk in der unmittelbaren Nachkriegsgesellschaft spielte. Die fehlende literarische Verarbeitung der Geschehnisse des Zweiten Weltkriegs hatte Hans Werner Richter im September 1946 in der Zeitschrift Der Ruf in der Frage zusammengefasst: „Warum schweigt die Jugend?“ Ernst Schnabel, der Chefdramaturg des NWDR, nahm mit seiner Ankündigung von Borcherts Hörspiel auf diese Erwartung Bezug: „Hundertmal haben wir die Frage gehört: Warum schweigt die Jugend? Hat sie nichts zu sagen? – Und heute kündigen wir das Hörspiel Draußen vor der Tür von Wolfgang Borchert an. Auf dieses Stück haben wir gewartet oder vielmehr genauer: auf diesen Autor.“ Bernhard Mayer-Marwitz wertete im Nachwort zu Borcherts Gesamtwerk: „Borchert gab dieser Jugend ihre Stimme zurück, er fand sich mit ihr im gemeinsamen Schicksal und half ihr, diesem Schicksal zu begegnen. Dieses Verdienst wog in jenen Tagen schwerer als gefälligere literarische Leistungen.“ Günter Blöcker schloss sich in seiner kritischen Einschätzung der literarischen Fähigkeiten Borcherts dem Urteil an, „daß Borcherts Versuche mindestens so stark aus den biographischen Begleitumständen und der zeitpsychologischen Situation lebten wie vom Talent.“ Für Bettina Clausen fungierte Borchert nach dem Ende des Dritten Reichs als das „kollektiv so dringend benötigte Identifikationsmodell“, die Verschmelzung von Tod und Ruhm in seiner Person wurde zum Symbol des neuen Zeitgeistes, Borchert ein bis heute überdauernder Mythos.

### Wandlung der Aufnahme
Im Unterschied zu vielen anderen Werken der so genannten Trümmerliteratur, die keine Bedeutung über ihren zeitgeschichtlichen Kontext hinaus erlangten, wurde Borcherts Werk auch über seine Entstehungszeit hinaus gelesen, gespielt und besprochen. Wulf Köpke stellte 1969 fest, Borcherts Werke hätten „von allem, was um 1946 und 1947 von der jungen Generation geschrieben worden ist, am besten die Zeit überdauert“. Dabei verlagerte sich das Interesse der Germanistik in den 1950er und 1960er Jahren von Borcherts Drama auf seine Prosa, und seine Kurzgeschichten wurden erst in ihrer Bedeutung für die Nachkriegsliteratur untersucht, später als exemplarische Beispiele ihrer Gattung zur häufigen Schullektüre. Mit der wachsenden Wahrnehmung Borcherts als „Schulbuchautor“ und „leichter Autor“ ging das Interesse an wissenschaftlichen Untersuchungen seines Werks in Deutschland zurück. Stattdessen fand die Borchert-Forschung in späteren Jahren überwiegend im Ausland statt. Rolf Michaelis spottete: „Den widerborstigen Schlacks kriegen und kriegen die Literaturwissenschaftler nicht – wie Dürrenmatt gesagt hätte – in eines ihrer Einmachgläser.“
In der DDR wandelte sich die Bewertung Borcherts in den 1960er Jahren. Der zuerst wegen seiner Kritik an der Nachkriegsgesellschaft abgelehnte Borchert wurde nun als Kämpfer gegen Imperialismus und Faschismus gefeiert. Der 1972 vom Institut für Gesellschaftswissenschaften beim ZK der SED herausgegebene Band Theater der Zeitenwende legte fest: „Das antifaschistische Bewußtsein […] war der neuralgische Punkt auch im humanistischen Menschenbild Borcherts“. Demgegenüber sah der luxemburgische Medienwissenschaftler Alexandre Marius Dées de Sterio Borchert „getragen von einem fast naiv-gläubigen Vertrauen in das Individuum“, wobei er die sozialen Gesetzmäßigkeiten verkenne. Darum sei er ein bürgerlicher Humanist, „der in einer Gesellschaft, deren Widersprüche er ahnt, aber nicht versteht, bei den meisten kein Gehör finden kann.“ Ein Text Borcherts hatte allerdings in besonderem Maße eine gesellschaftliche und politische Wirkung: der Appell Dann gibt es nur eins! mit seiner wiederholten Formel „Sag NEIN!“. Michael Töteberg bezeichnete ihn als den „bekanntesten Text Borcherts“, der „als leidenschaftliche Mahnung und Warnung“ bis in die Gegenwart „nie seine Aktualität verlor“ und auf zahlreichen Demonstrationen der Friedensbewegung deklamiert wurde.

### Einfluss, Ehrungen und Nachlass
Borcherts Einfluss auf andere Schriftsteller begann mit seiner Bedeutung für die Gruppe 47. Noch im November 1947 hatte Hans Werner Richter, ohne Kenntnis der schweren Krankheit Borcherts, ihn zur zweiten Tagung der jungen Autorengruppe eingeladen. Alfred Andersch bezeichnete die komplette Ausrichtung der frühen Gruppe 47 als „Borchertismus“, und er führte weiter aus: „Zweifellos war in den Hungerjahren, die dem Zweiten Weltkrieg folgten, ein Stil, wie ihn Wolfgang Borchert einmalig und endgültig geprägt hat, bei den meisten Schriftstellern, die damals zu schreiben begannen, in nuce vorhanden.“ Heinrich Böll bekannte sich im Nachwort zur Taschenbuchausgabe von Draußen vor der Tür zu Wolfgang Borchert, der in seinen Texten ausdrückte, „was die Toten des Krieges, zu denen er gehört, nicht mehr sagen konnten“.
Auch spätere Autoren wie Dieter Wellershoff fühlten sich durch die Leseerfahrung von Borcherts Texten „elektrisiert“, und Wilhelm Genazino führte aus: „Ich las Wolfgang Borcherts Heimkehrerstück Draußen vor der Tür und fühlte mich sogleich als betrogener Soldat.“ Jan Philipp Reemtsma revidierte seine jugendliche Faszination später und sah in Borcherts Texten eine pubertäre „Neigung zu Kitsch in Gefühlen und Gedanken“. Dagegen erhob Jürgen Fuchs Borcherts Zitat „Wir werden nie mehr antreten auf einen Pfiff hin“ zum Motto seines Widerstands in der DDR. Im Jahr 2006 zitierte der Spielfilm Das Leben der Anderen Borcherts Gedicht Versuch es in der 1970er Vertonung der Weimarer Folkjazzformation Bayon:

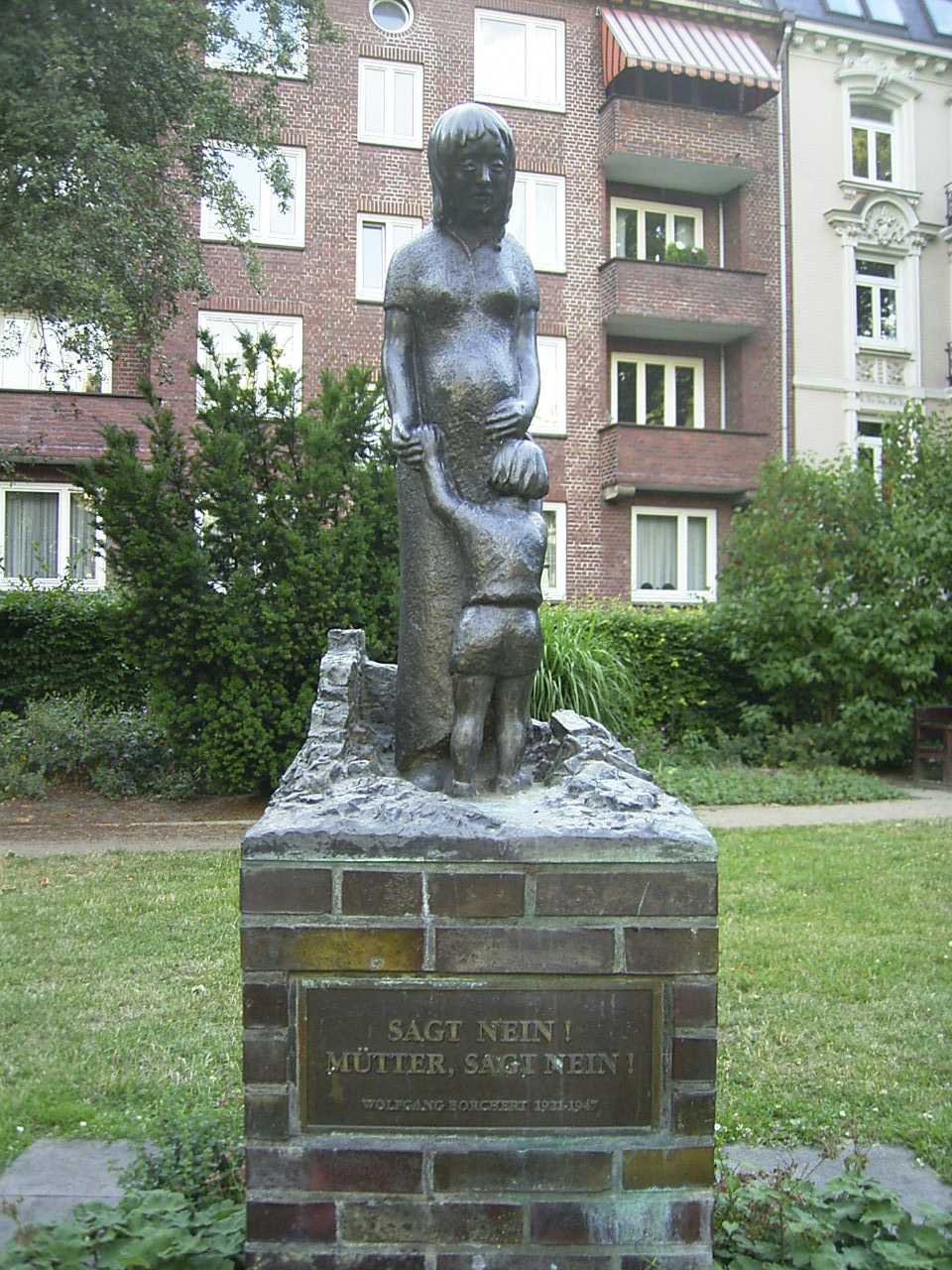
Wolfgang-Borchert-Mahnmal (1994, E. A. Nönnecke), Wolfgang-Borchert-Park, Eppendorfer Landstraße

„Stell dich mitten in den Regen,

glaub an seinen Tropfensegen

spinn dich in das Rauschen ein

und versuche gut zu sein!

[…]“

Zum Gedenken an Wolfgang Borchert wurden in seiner Heimatstadt Hamburg mehrere Erinnerungsstätten errichtet. Zwei von ihnen – am Eppendorfer Marktplatz und an der Eppendorfer Landstraße – zitieren den Text Dann gibt es nur eins! Am Schwanenwik an der Außenalster befindet sich ein übermannshoher Obelisk mit einem Zitat aus Generation ohne Abschied. In der Tarpenbekstraße wurde ein ehemaliger Luftschutzbunker in die Subbühne – Ein anderes Mahnmal für Wolfgang Borchert umgebaut. 2023 wurde in Hamburg-Eppendorf ein Park an der Eppendorfer Landstraße nach ihm benannt.
Bis 1997 gab es sieben nach Borchert benannte Schulen. In Münster heißt ein privates Theater seit 1982 Wolfgang Borchert Theater. Die HADAG hat ein 1956 gebautes Fährschiff Typ 00 1981 auf Wolfgang Borchert umbenannt. 1993 geht dieser Schiffsname auf ein neues größeres Fährschiff über, das auf der Elbe verkehrt. Im November 2002 wurde der Asteroid (39540) Borchert nach ihm benannt.
Wolfgang Borcherts Mutter Hertha, die nach dem Tod ihres Sohnes dessen Nachlass verwaltete, gründete das Wolfgang-Borchert-Archiv und übergab es 1976 der Staats- und Universitätsbibliothek Hamburg. 1987 wurde die Internationale Wolfgang-Borchert-Gesellschaft ins Leben gerufen, die regelmäßig ein Jahresheft zur aktuellen Forschung publiziert.
Aus Anlass des 75. Geburtstags Wolfgang Borcherts gab die Deutsche Post 1996 eine Briefmarke heraus. Zum 100. Geburtstag 2021 erinnerte die Stadt Hamburg mit vielen digitalen Vorstellungen an den Schriftsteller. Unter anderem richtete die Staats- und Universitätsbibliothek Hamburg eine Borchert-Box ein, einen zweiräumigen Glaskasten mit einer Dauerausstellung, die zu den Öffnungszeiten besucht werden kann.

## Werke

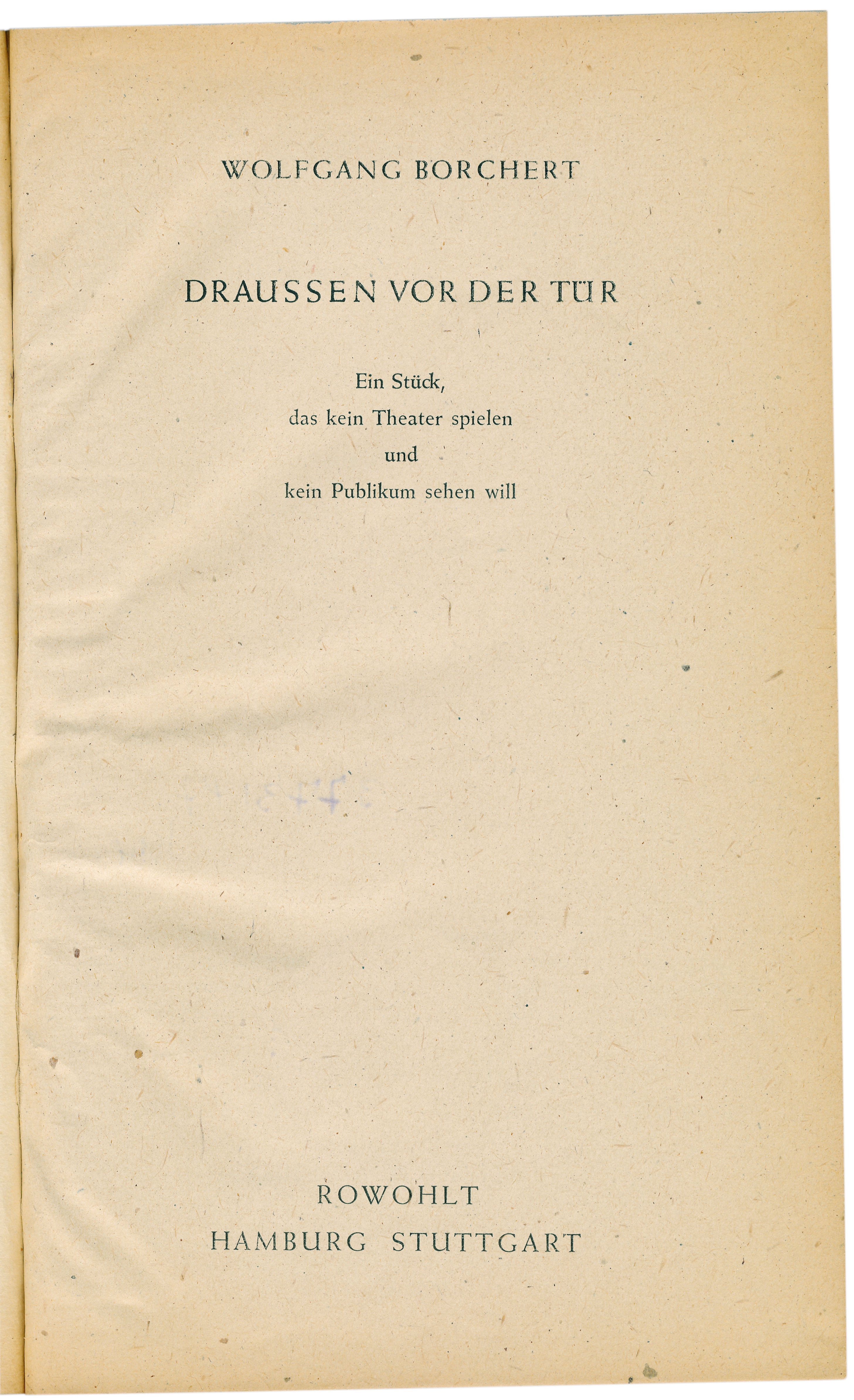
Gedrucktes Bühnenmanuskript von Draußen vor der Tür (Juli 1947)

### Dramen
- Draußen vor der Tür, Drama/Hörspiel 1947

Daneben existieren noch drei wenig bekannte Jugenddramen, publiziert in:

Jugenddramen. Privatdruck der Internationalen Wolfgang-Borchert-Gesellschaft e. V., Hamburg 2007.
- Yorick der Narr, 1938
- Käse. Die Komödie des Menschen, gemeinsam mit Günter Mackenthun 1939
- Granvella. Der schwarze Kardinal, 1941

Neben Draußen vor der Tür wurde bisher nur Käse (erstmals am 27. Februar 2015 am Theater Wasserburg, Regie: Nik Mayr) aufgeführt.

### Gedichte
- Laterne, Nacht und Sterne. Gedichte um Hamburg, 1946.

Weitere nachgelassene Gedichte wurden veröffentlicht in Das Gesamtwerk von 1949 sowie in der erweiterten Ausgabe von 2007 (insgesamt 51).

### Kurzgeschichten

#### ErzählsammlungDie Hundeblume, 1947
- Die Hundeblume
- Die Krähen fliegen abends nach Hause
- Stimmen sind da in der Luft – in der Nacht
- Gespräch über den Dächern
- Generation ohne Abschied
- Eisenbahnen, nachmittags und nachts
- Bleib doch, Giraffe
- Vorbei vorbei
- Die Stadt
- Hamburg
- Billbrook
- Die Elbe

#### ErzählsammlungAn diesem Dienstag, 1947
- Die Kegelbahn
- Vier Soldaten
- Der viele viele Schnee
- Mein bleicher Bruder
- Jesus macht nicht mehr mit
- Die Katze war im Schnee erfroren
- Die Nachtigall singt
- Die drei dunklen Könige
- Radi
- An diesem Dienstag
- Der Kaffee ist undefinierbar
- Die Küchenuhr
- Vielleicht hat sie ein rosa Hemd
- Unser kleiner Mozart
- Das Känguruh
- Nachts schlafen die Ratten doch
- Er hatte auch viel Ärger mit den Kriegen
- Im Mai, im Mai schrie der Kuckuck
- Die lange lange Straße lang

#### Nachgelassene Erzählungen ausDas Gesamtwerk, 1949
- Der Schriftsteller
- Schischyphusch
- Von drüben nach drüben
- Das Brot
- Gottes Auge
- Das ist unser Manifest
- Lesebuchgeschichten
- Dann gibt es nur eins!

#### ErzählsammlungDie traurigen Geranien und andere Geschichten aus dem Nachlaß, 1962
- Die traurigen Geranien
- Später Nachmittag
- Die Kirschen
- Das Holz für morgen
- Alle Milchgeschäfte heißen Hinsch
- Der Stiftzahn oder Warum mein Vetter keine Rahmbonbon mehr ißt
- Liebe blaue graue Nacht
- Das Gewitter
- Die Mauer
- Tui Hoo
- Merkwürdig
- Preußens Gloria
- Ein Sonntagmorgen
- Ching Ling, die Fliege
- Maria, alles Maria
- Marguerite
- Hinter den Fenstern ist Weihnachten
- Die Professoren wissen auch nix

Die Erzählsammlung stand vom 9. Mai bis zum 17. Juli 1962 auf dem Platz 1 der Spiegel-Bestsellerliste.

## Publikationen
- Wolfgang Borchert: Das Gesamtwerk. Rowohlt, Hamburg 1949. (Die im Artikel für die Seitenangaben verwendete Ausgabe entspricht der Auflage vom Mai 1986, ISBN 3-498-09027-5.)
- Wolfgang Borchert: Das Gesamtwerk. Rowohlt, Reinbek 2007, ISBN 978-3-498-00652-5. (Erweiterte und revidierte Neuausgabe, hrsg. von Michael Töteberg, unter Mitarbeit von Irmgard Schindler; als Taschenbuch ebd. 2009, ISBN 978-3-499-24980-8).
- Wolfgang Borchert: Draußen vor der Tür und ausgewählte Erzählungen. 94. Aufl., Rowohlt, Reinbek 2012, ISBN 978-3-499-10170-0.
- Wolfgang Borchert: Die traurigen Geranien und andere Geschichten aus dem Nachlass. Rowohlt, Reinbek 1995, ISBN 3-499-10975-1.
- Wolfgang Borchert: Allein mit meinem Schatten und dem Mond. Briefe, Gedichte und Dokumente. Rowohlt, Reinbek 1996, ISBN 3-499-13983-9.

## Vertonungen
- Berthold Goldschmidt: Noble little soldier’s wife…, für Bariton und Xylophon, 1948.[131]
- Wilhelm Keller: Laterne, Nacht und Sterne, Gedichte um Hamburg, Chorzyklus, 1953.
- Gottfried von Einem: Sieben Lieder nach verschiedenen Dichtern op. 19 (darin: „Auf dem Nachhauseweg 1945“ nach Wolfgang Borchert), 1956.
- Andre Asriel: Großstadt für Singstimme und Klavier, 1957.
- Tilo Medek: Versuch es. Vier Lieder für mittlere Singstimme und Klavier, 1961.
- Lothar Graap: Fünf Lieder nach Gedichten von Wolfgang Borchert für eine Singstimme und Klavier op. 19, 1963.
- Udo Zimmermann: Fünf Gesänge für Bariton und Kammerensemble (Texte: Wolgnag Borchert), 1964
- Rainer Kunad: Bill Brook. Oper, 1965.
- Ruth Zechlin: Sieben Lieder für mittlere Stimme und Klavier nach Texten von Wolfgang Borchert, 1966.
- Jürgen Golle: 7 Lieder nach Gedichten von Wolfgang Borchert für Gesang und Klavier, 1972.
- Enjott Schneider: Dass Dein lieben Liebe war – Wolfgang Borchert-Liederbuch für Sopran (Tenor) und Streicher, 1987.
- Bernd Lange und Bayon: Gespräch über den Dächern. Literarische Klangbilder von Wolfgang Borchert, 1997.[132]
- Marc Pendzich: Borchert. Begegnungen mit dem Gedichtzyklus „Laterne, Nacht und Sterne“ für Alt-Stimme und kleines Orchester, 1997.
- Bertold Hummel: Fantasia poetica in memoriam Wolfgang Borchert für Viola und Hackbrett, 2001.
- Jörn Arnecke: Wieder sehen (Oper auf der Textgrundlage von Wolfgang Borcherts „Draußen vor der Tür“), 2001.
- Christian Geissendörfer / Windstill: Hamburg! – Lieder und Musik nach Gedichten von Wolfgang Borchert, 2002.
- Norbert Linke: Borchert-Lieder. Zyklus für Gesang und Klavier, 2006.
- Johannes Kirchberg: Meine Seele ist noch unterwegs, 17 Chansons nach Gedichten von Wolfgang Borchert, 2012.
- Christoph Nils Thompson: The Borchert Quintets, 5 Sätze für Bläserquintett, 2015.
- Frederic Rzewski: Sag Nein! für 4-st. Chor, 2015.
- Martin Schmeding: Improvisation on Traumszene from Wolfgang Borcherts Draußen vor der Tür für Orgel, 2017.
- Wolfgang Friederich: Ich sage Ja (Text: Wolfgang Borchert),[133] (o. J.)
- Arthur Furer: Albumblatt („Was morgen ist“) für Solostimme und Klavier, (o. J.; Aufführung 2006 nachgewiesen).